# Neue Pinakothek
La Neue Pinakothek (en français, la Nouvelle Pinacothèque, du grec πινακοθήκη, qui signifie pinacothèque), est un musée de la ville de Munich, en Allemagne, consacré aux œuvres du XIXe siècle.

## Histoire

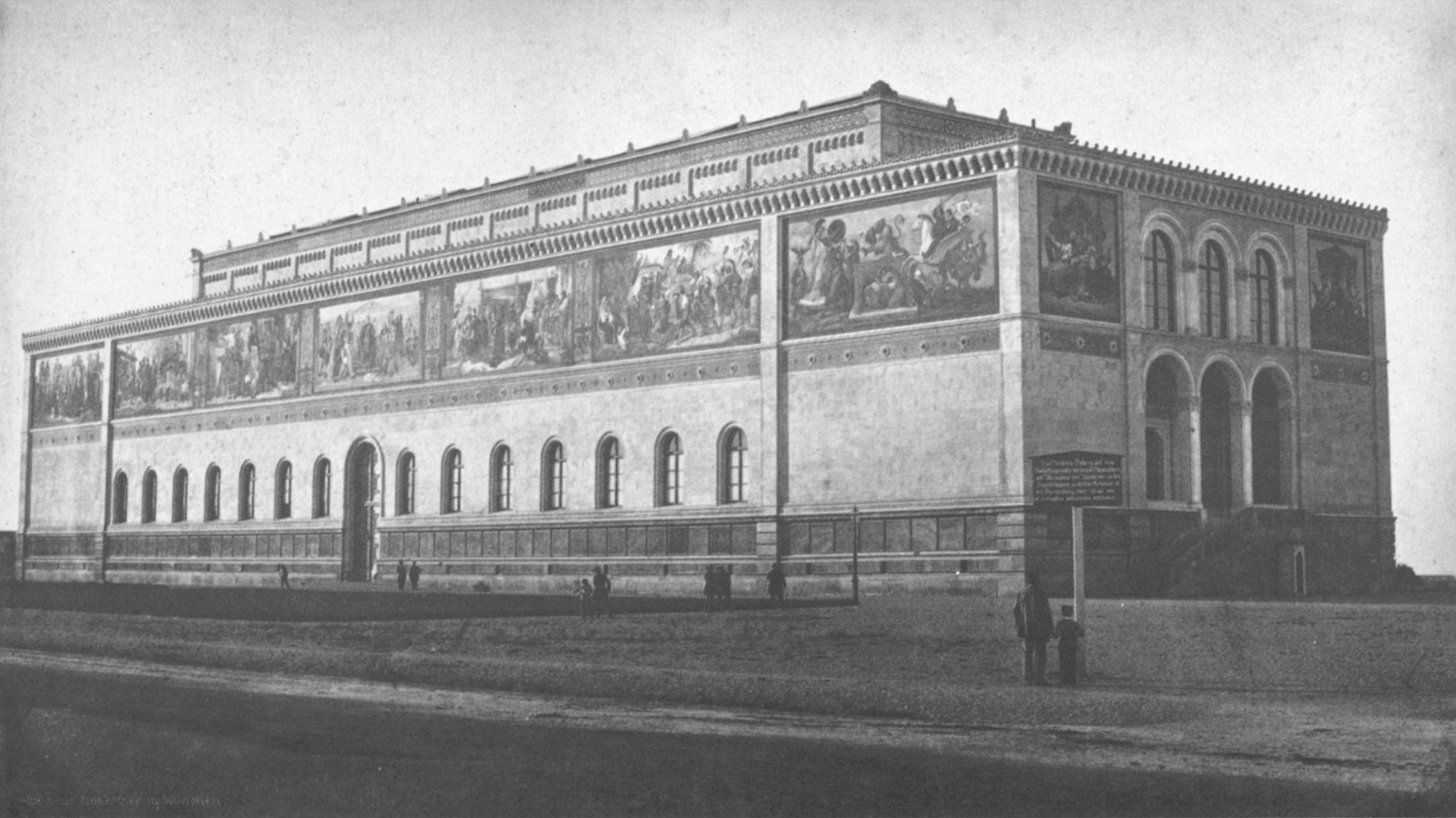
Nouvelle Pinacothèque : vue de l'ancien édifice peu après sa construction (1854).

L'institution fut fondée en 1853 par le roi Louis Ier de Bavière, au départ pour abriter sa propre collection privée. Elle était le premier musée en Europe à présenter des peintures contemporaines. Le bâtiment original d'August von Voit et Friedrich von Gärtner fut détruit en 1944 par un bombardement anglo-américain, et l'édifice actuel a ouvert ses portes en 1981. C'est l'œuvre de l'architecte Alexander von Branca.
Les galeries sont essentiellement consacrées à l'art occidental du XVIIIe et du XIXe siècle. La Neue Pinakothek forme avec l'Alte Pinakothek, ouverte en 1836 (XIIIe au XVIIIe siècle) et la Pinakothek der Moderne (XXe siècle) un gigantesque complexe muséographique. Elle abrite environ six mille œuvres. Le musée prend un véritable tournant à partir de 1911, lorsque le nouveau directeur, Hugo von Tschudi, commence à acquérir cette même année des impressionnistes et des peintres modernes français qui font aujourd'hui une grande partie de la richesse de la pinacothèque.
Depuis janvier 2019 la Neue Pinakothek est fermée pour rénovations. Initialement le musée devait être fermé jusqu'à fin 2025,. En janvier 2022, il a été annoncé que la réouverture du musée était retardée à 2029,.

## Collections

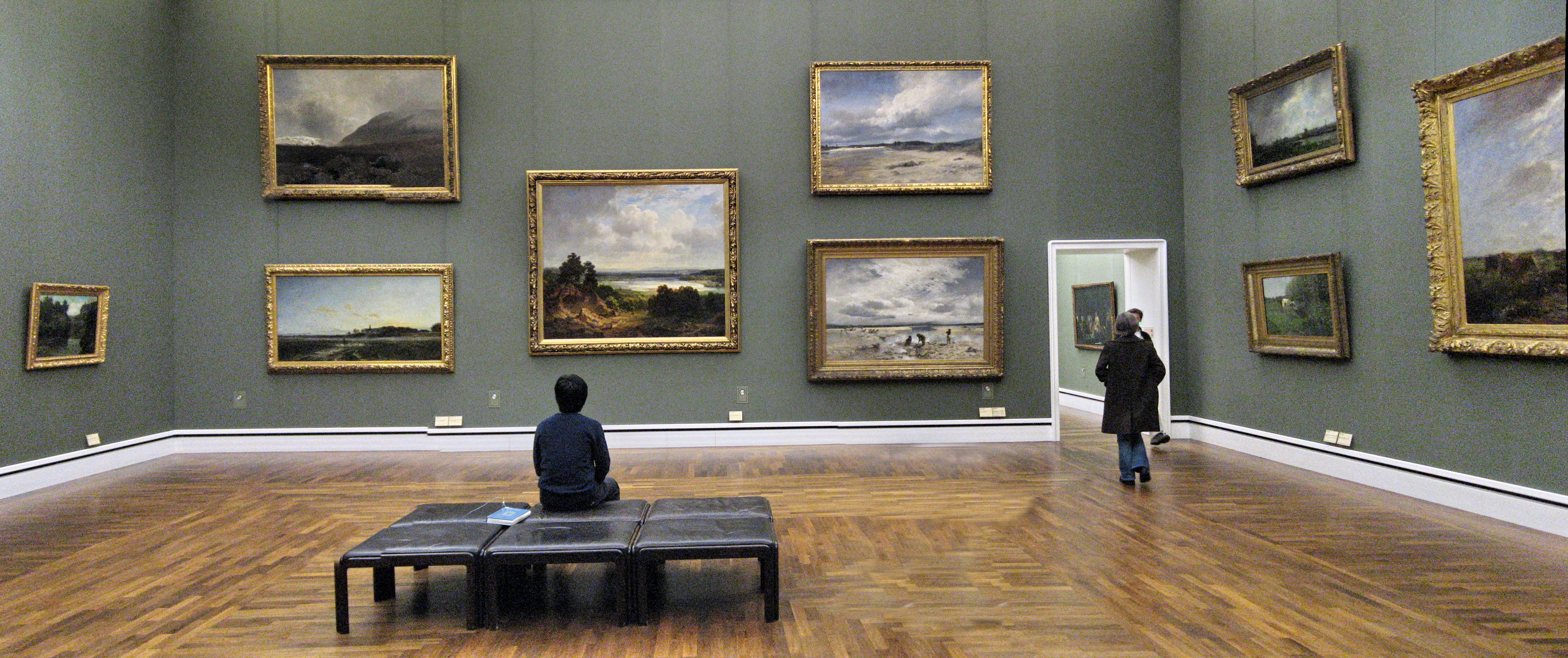
Aspect d'une salle en 2007.

Sur ses six mille œuvres conservées, le musée en présente environ trois mille, dont trois cents sculptures.
On y trouve par exemple le célèbre Déjeuner dans l'atelier d'Édouard Manet et des œuvres de Goya, David, Gainsborough, Reynolds, Constable, Caspar David Friedrich, Delacroix, Turner, Wilhelm Leibl, Max Liebermann, Pissarro, Giovanni Segantini, Seurat, Paul Signac, Sisley, Renoir, Manet, Monet, Cézanne, Gauguin, Van Gogh, Carl Spitzweg, Klimt, Toulouse-Lautrec et Lovis Corinth. Une salle entière est consacrée à Hans von Marées (1837-1887), l'un des chefs de file de l'idéalisme allemand.

### Sculpture
La sculpture est représentée par des œuvres du XIXe siècle et du début du XXe siècle, dont celles de Bertel Thorvaldsen, avec le fameux Adonis, Antonio Canova, avec la Statue de Pâris (1807-1816), Rudolf Schadow, Rodin, Klinger, Aristide Maillol (Flora, 1910), Picasso (Le Fou, 1905).

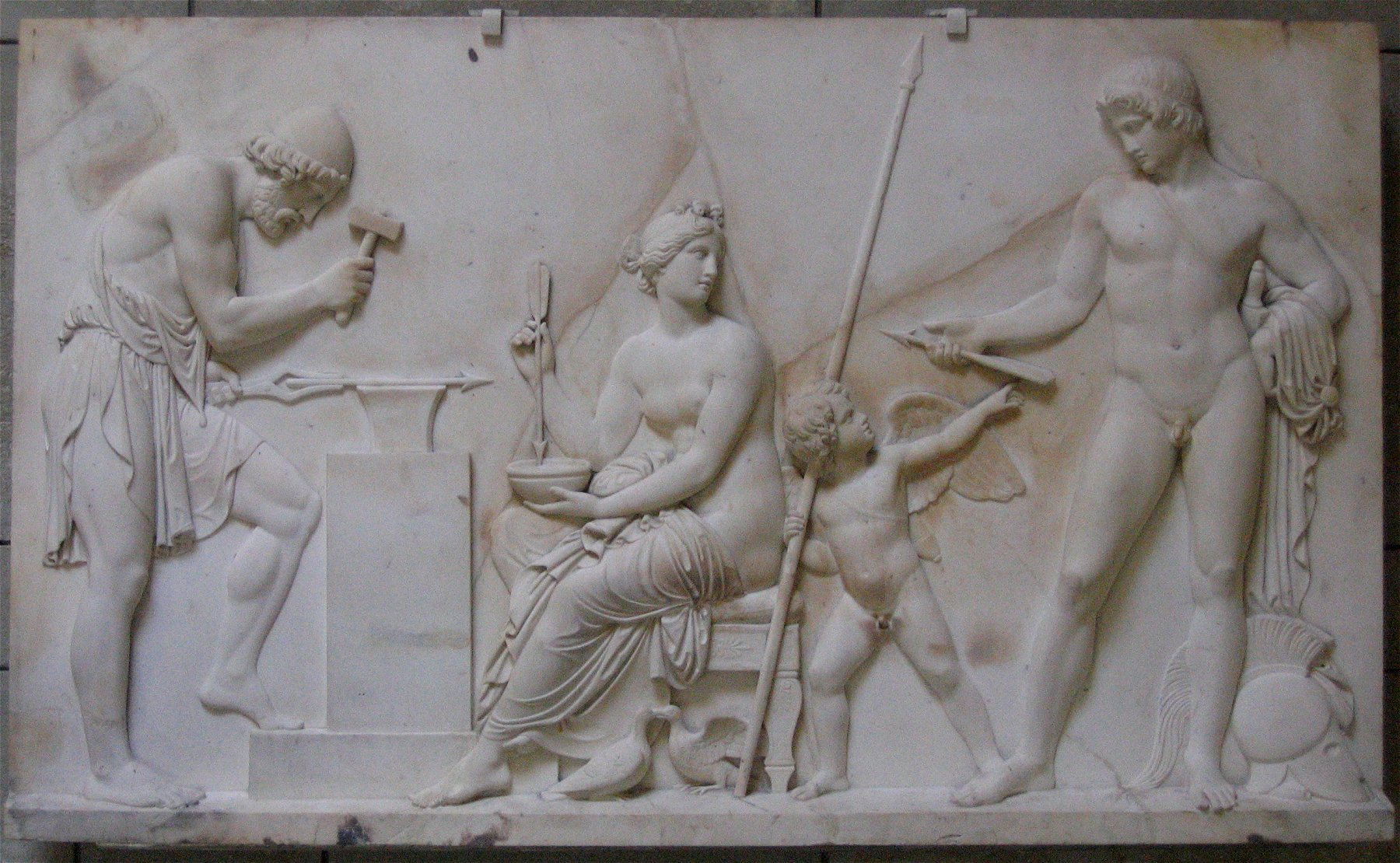
Bertel Thorvaldsen, Vénus, Mars et Vulcain (1810-1811).
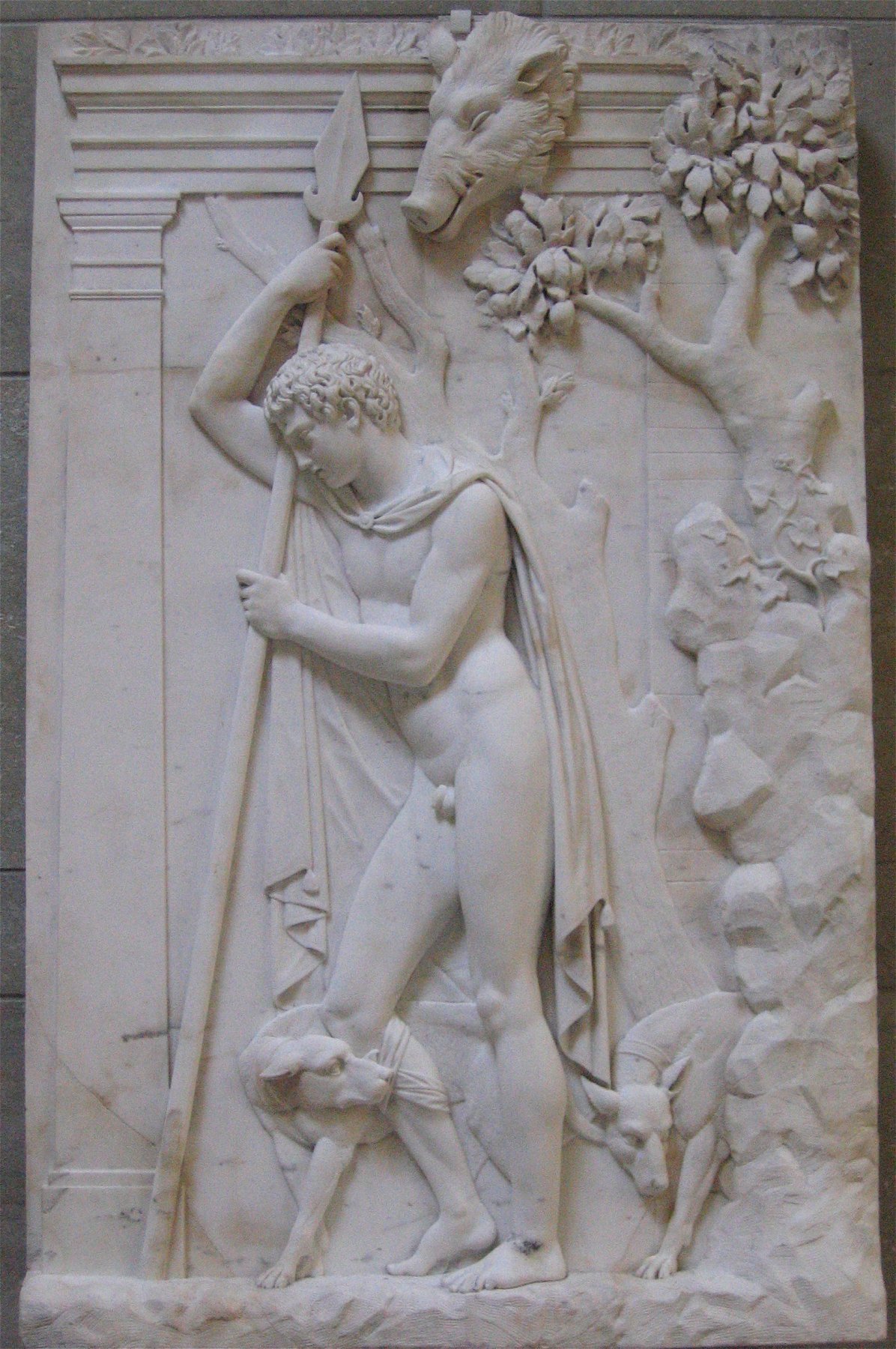
Julius Troschel, La Mort d'Adonis (entre 1840 et 1850).
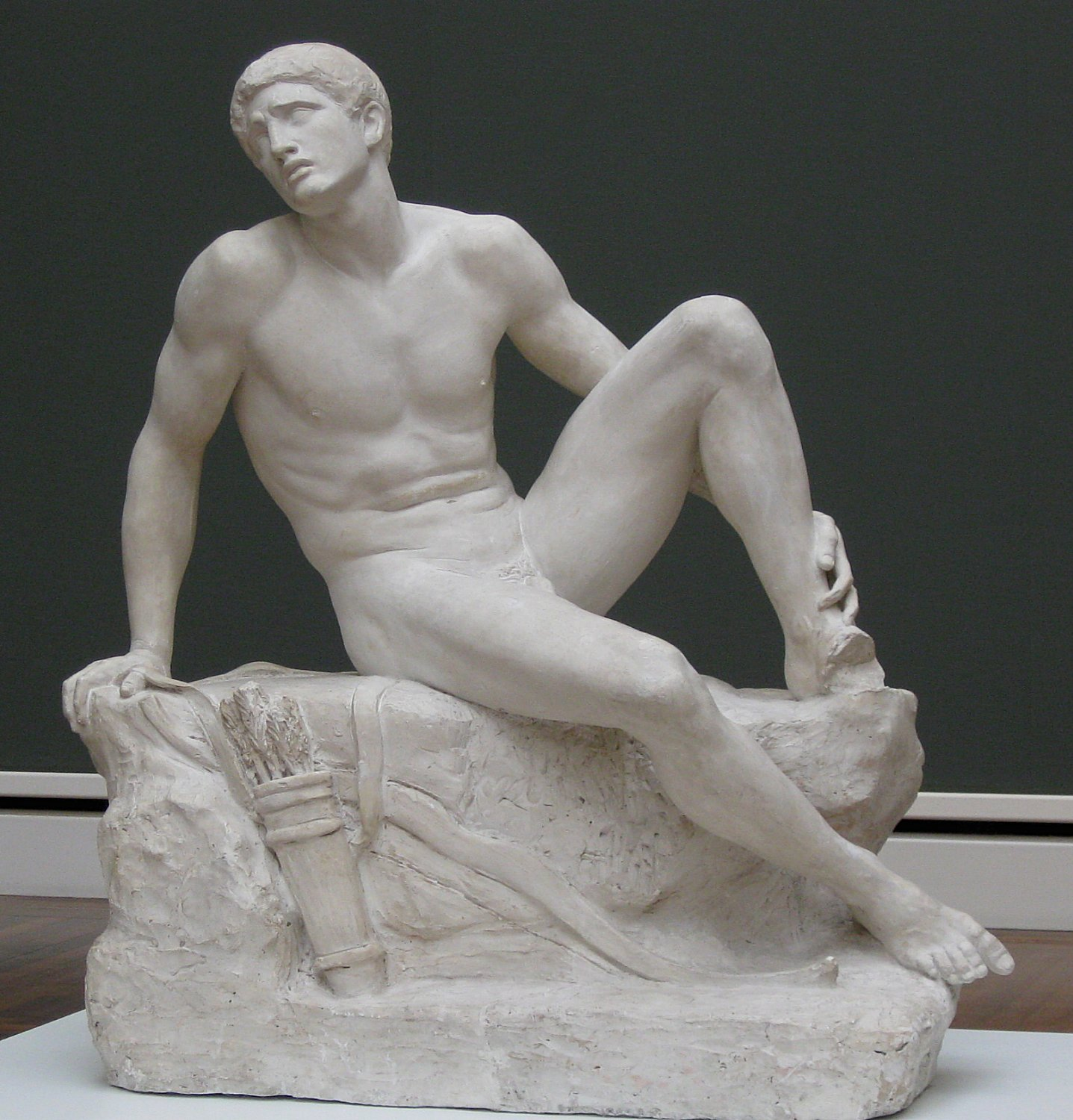
Adolf von Hildebrand, Philoctète (1886).
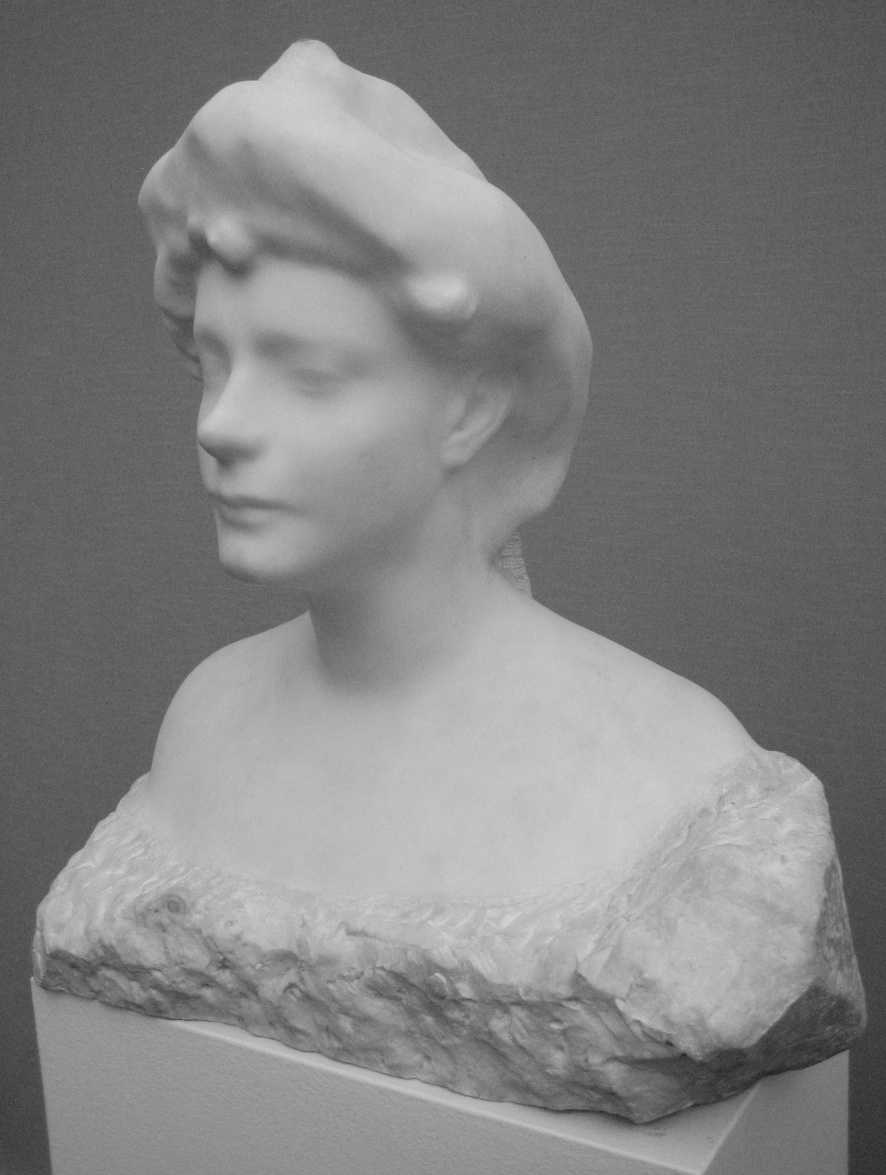
Rodin, Buste de Madame von Nostitz (1907).

### Peinture de la fin duXVIIIesiècle
La collection de la pinacothèque réunit dans ce domaine des œuvres d'Anton Graff (Henri XIII, comte de Reuß, 1775), Goya (La Partie de campagne, 1776 ; Don José Queraltó en médecin militaire, 1802), Angelica Kauffmann (Autoportrait, 1784; Portrait de Louis, prince héritier de Bavière, 1807), David (Portrait d'Anne-Marie-Louise Thélusson, comtesse de Sorcy, 1790), Füssli (Satan et la mort, 1792-1802), Tischbein (Nicolas Châtelain au jardin, 1791).

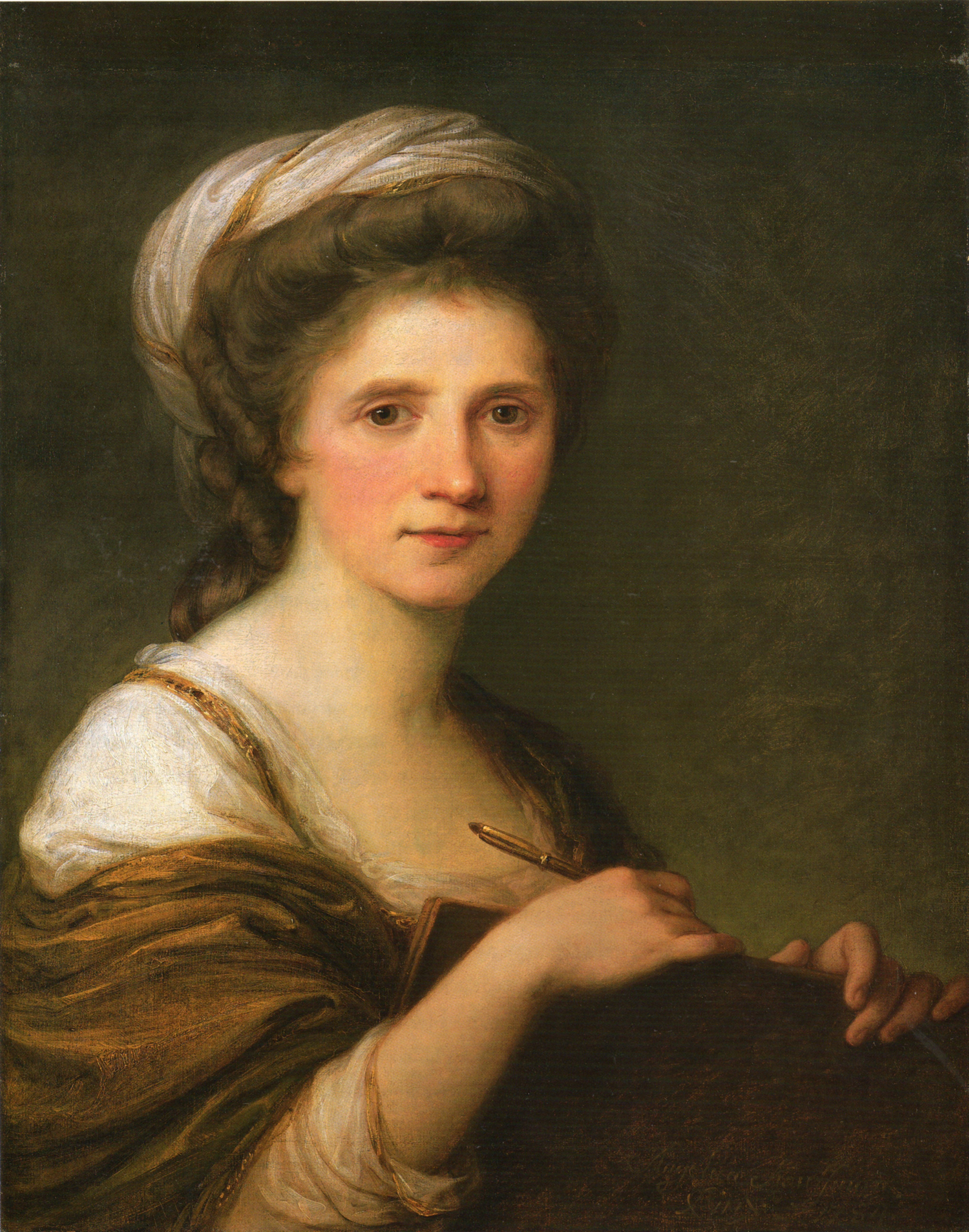
Angelika Kauffmann, Autoportrait, 1785
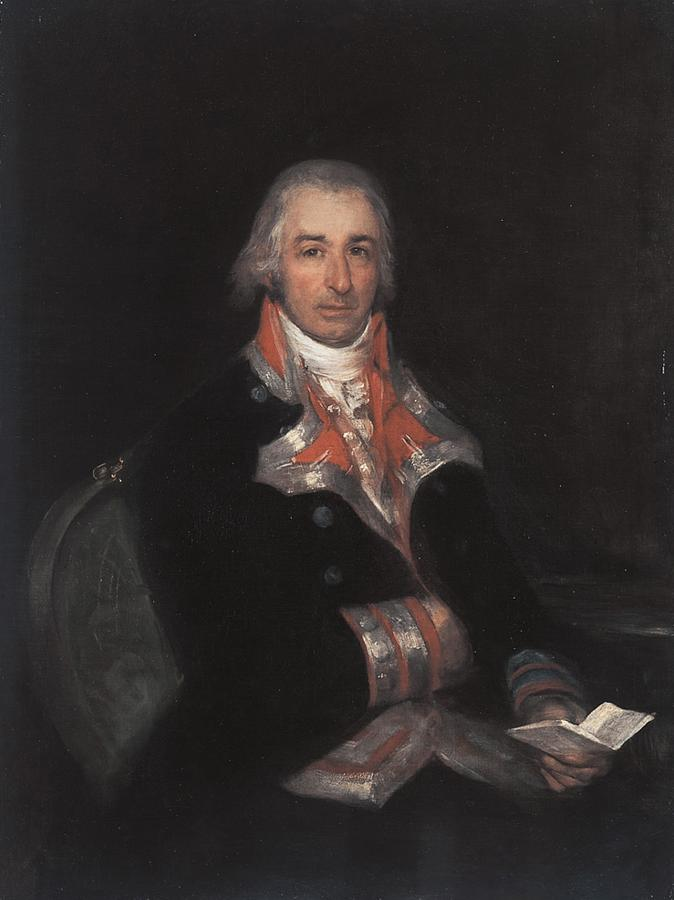
Francisco de Goya, Don José Queraltó en médecin de l'armée espagnole, 1802
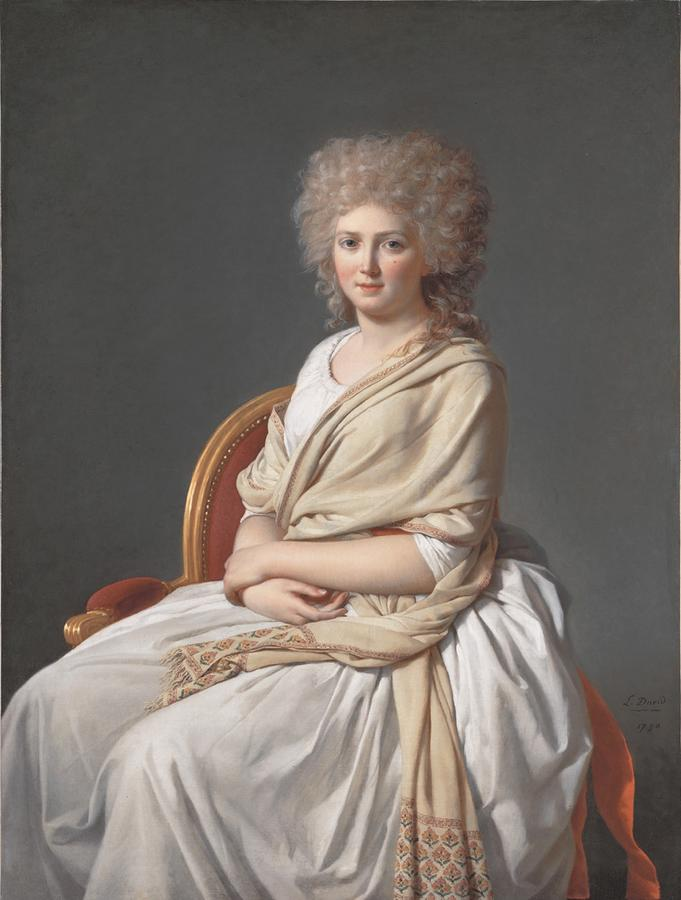
Jacques-Louis David, Anne-Marie-Louise Thélusson, Comtesse de Sorcy, 1790
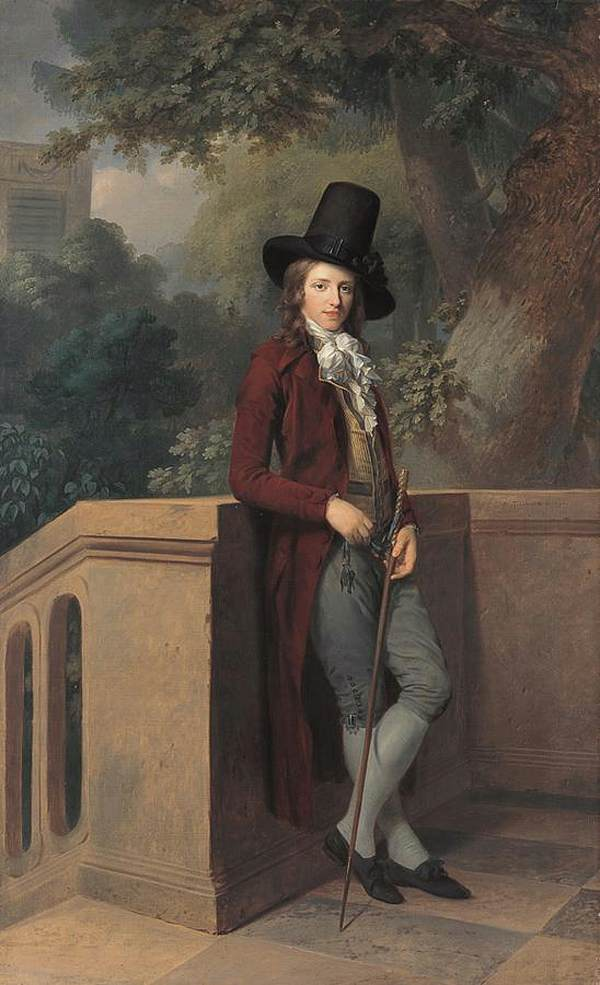
Tischbein, Nicolas Châtelain au jardin, 1791

### Peinture anglaise de la fin duXVIIIesiècleet du début duXIXesiècle
Presque tous les peintres anglais majeurs de cette période sont ici réunis : Gainsborough (Paysage avec un pâtre et son troupeau, 1784 ; Mrs. Thomas Hibbert, 1786), Hogarth (Portrait de Richard Mounteney, 1746 ; Portrait de George Stubbs), Reynolds (Portrait du capitaine Philemon Pownall, 1769), Thomas Lawrence (Les Deux fils du 1er comte Talbot, vers 1792), George Romney (Portrait de Catherine Clements, 1788), Richard Wilson (Vue de Syon House au bord de la Tamise, vers 1765), Henry Raeburn (Mrs. J. Campbell of Kilberry, 1802), David Wilkie (L'Ouverture du testament, 1820), Constable (Vue de East Bergholt, 1825), Turner (Ostende, 1844).

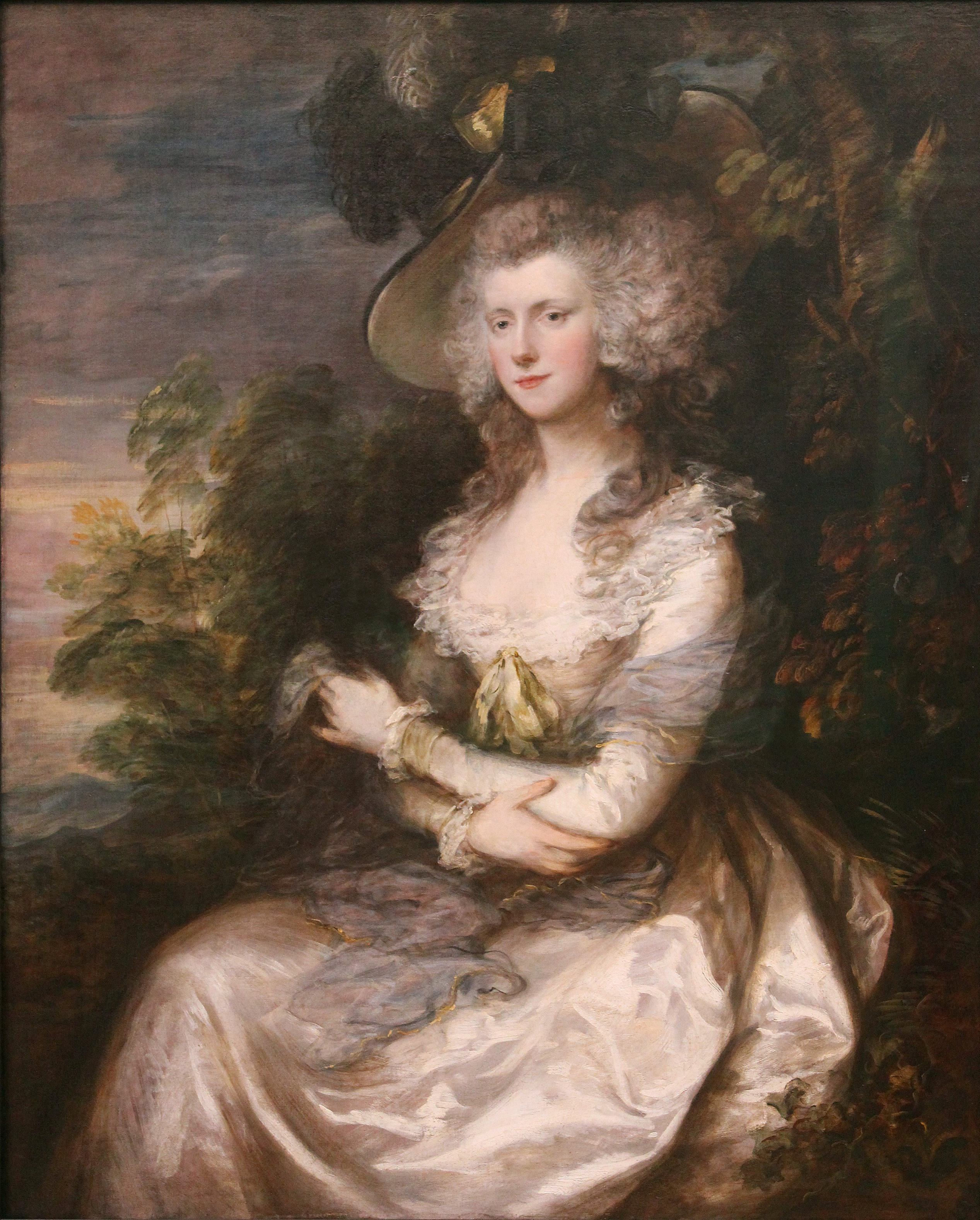
Thomas Gainsborough, Mrs. Thomas Hibbert, 1786
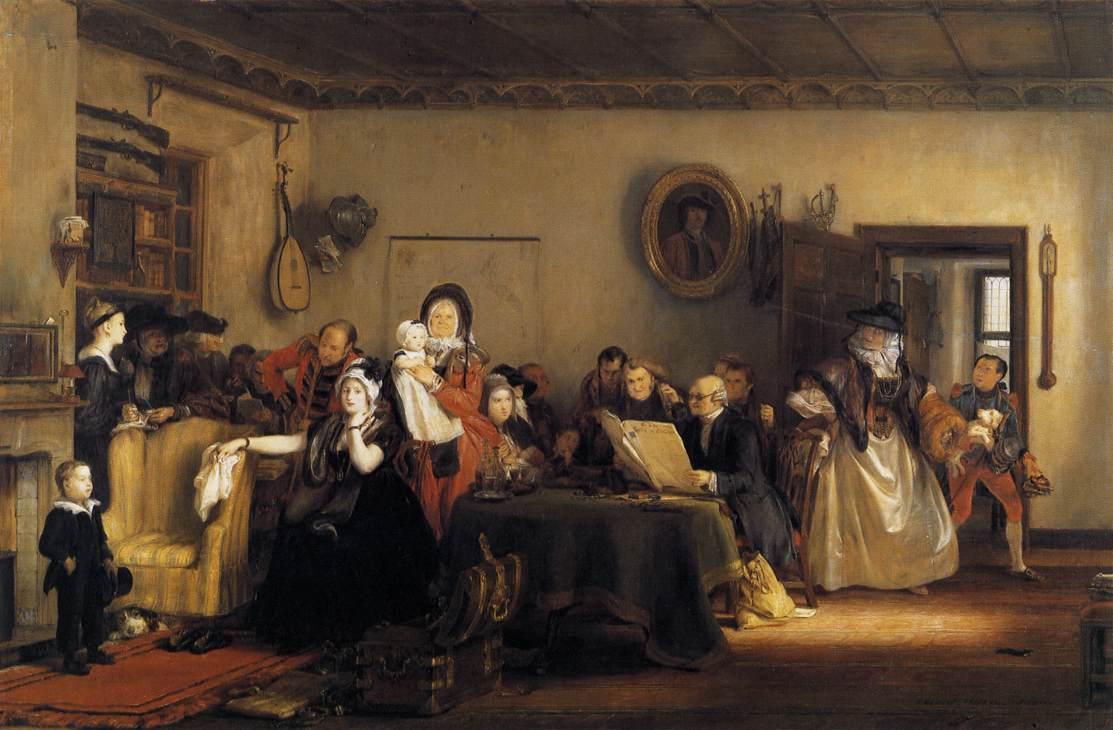
David Wilkie, L'Ouverture du testament, 1820
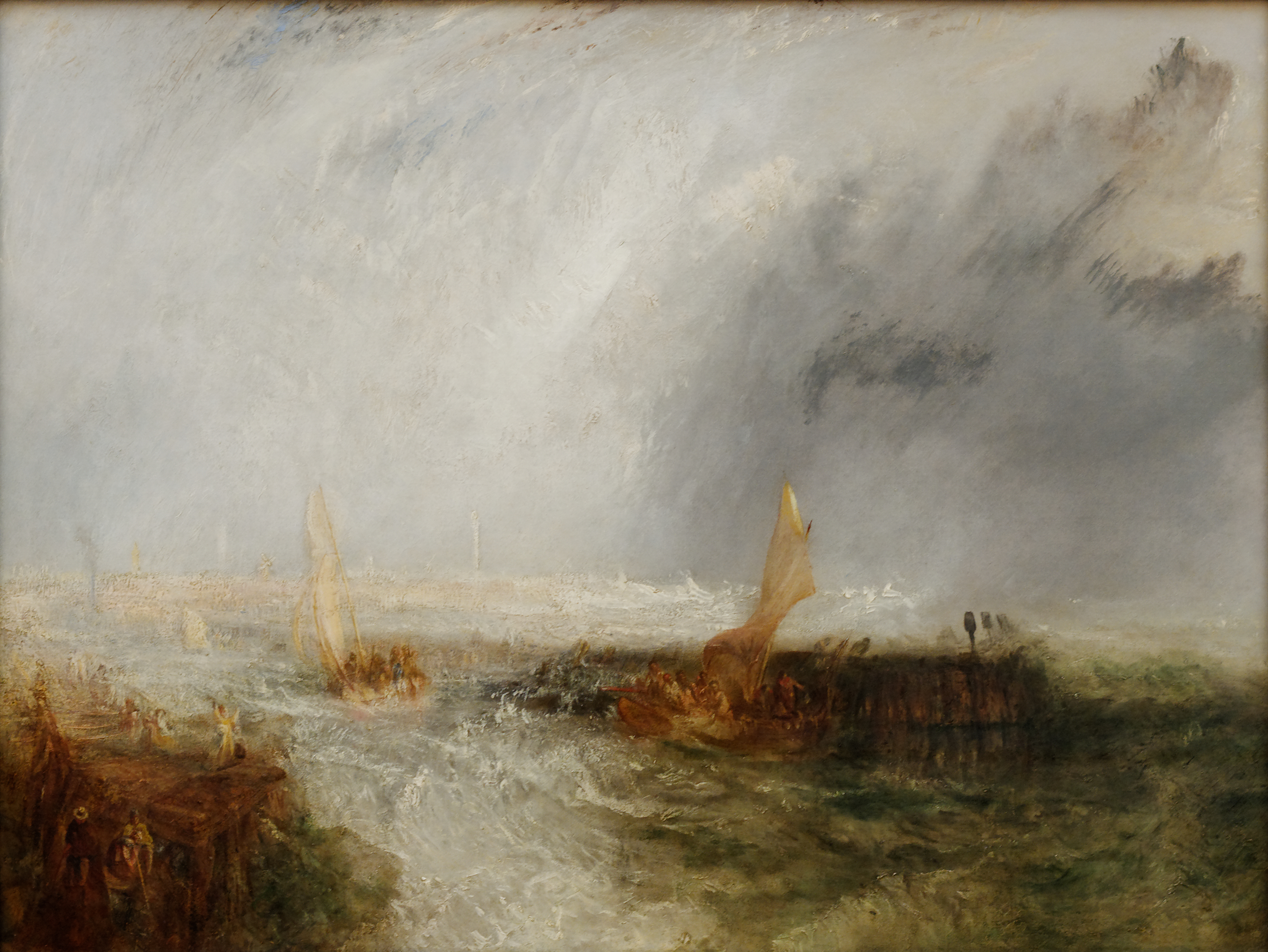
William Turner, Ostende, 1844

### Peintres allemands du néoclassicisme à Rome et mouvement des Nazaréens
Les salles du musées réunissent entre autres des tableaux de Jakob Philipp Hackert (Le Lac d'Averno, 1807), Joseph Anton Koch (Paysage héroïque avec arc-en-ciel, 1815), Ludwig Richter, Overbeck (Italia et Germania, 1828), Schadow (Portrait d'une jeune Romaine, 1818), Hess (Portrait de la marquise Marianna Florenzi, 1824) ou encore Peter von Cornelius (Les Trois Maries au tombeau, vers 1822).

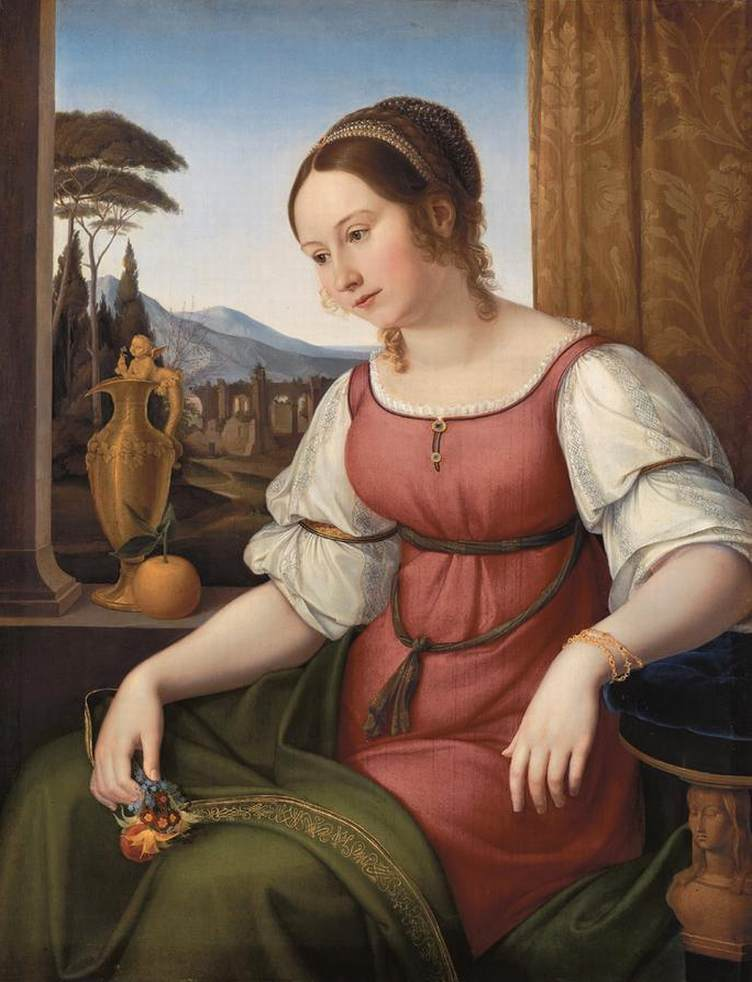
Wilhelm von Schadow, Portrait d'une jeune Romaine (Angelina Magtti), 1818
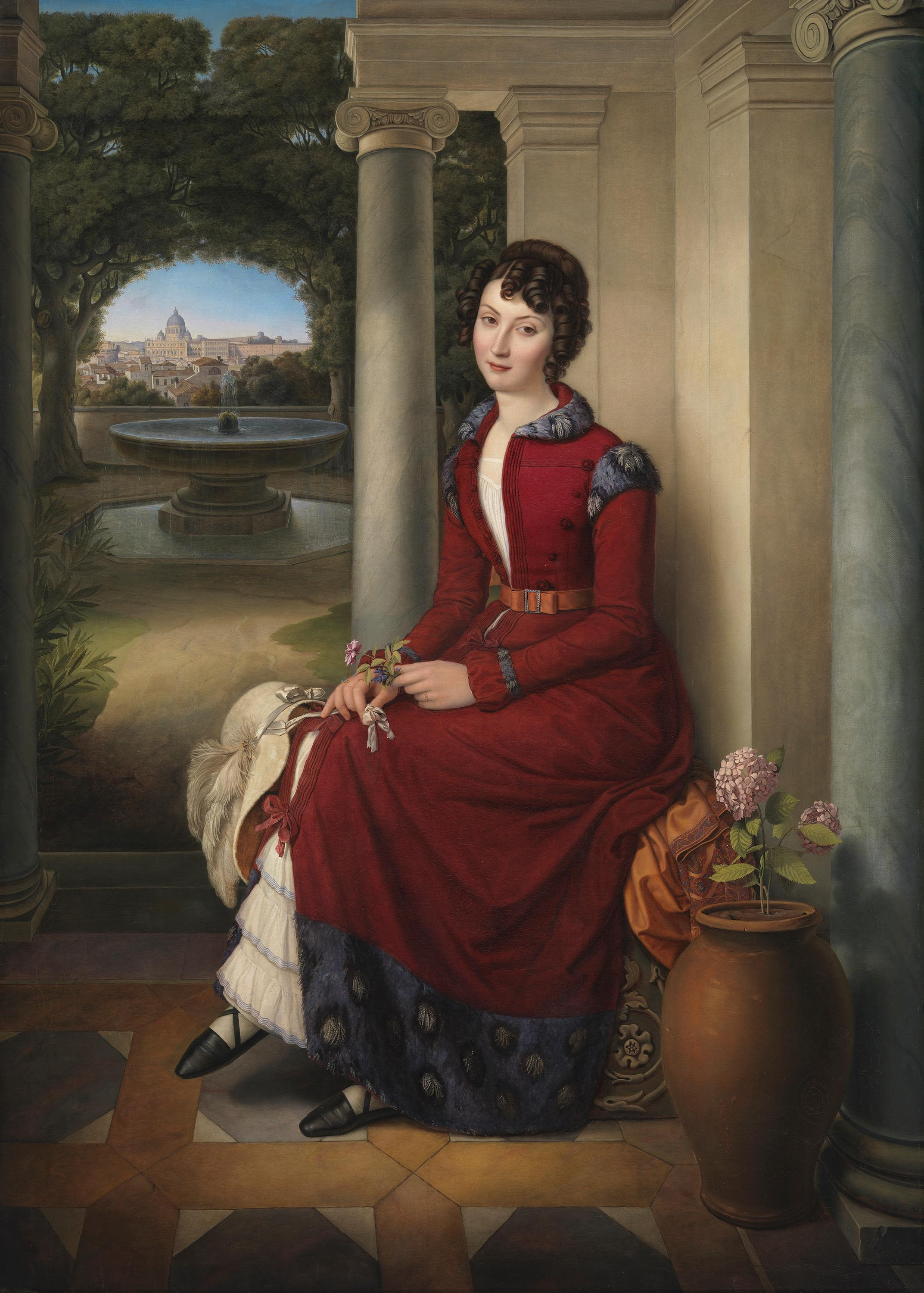
Heinrich Maria von Hess, Portrait de la marquise Marianna Florenzi, 1824
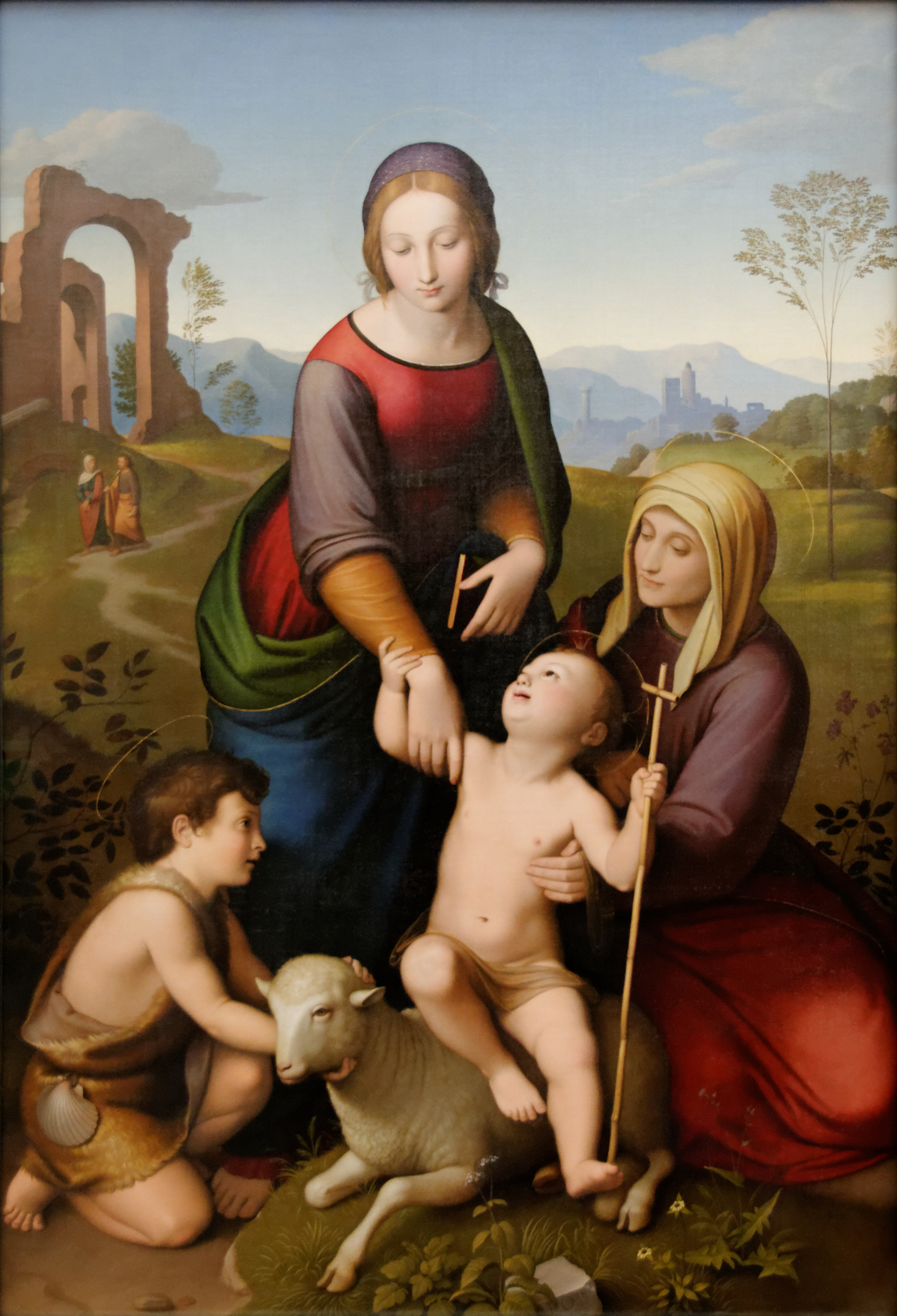
Johann Friedrich Overbeck, La Vierge Marie et Élisabeth avec Jésus et saint Jean Baptiste enfants, 1825
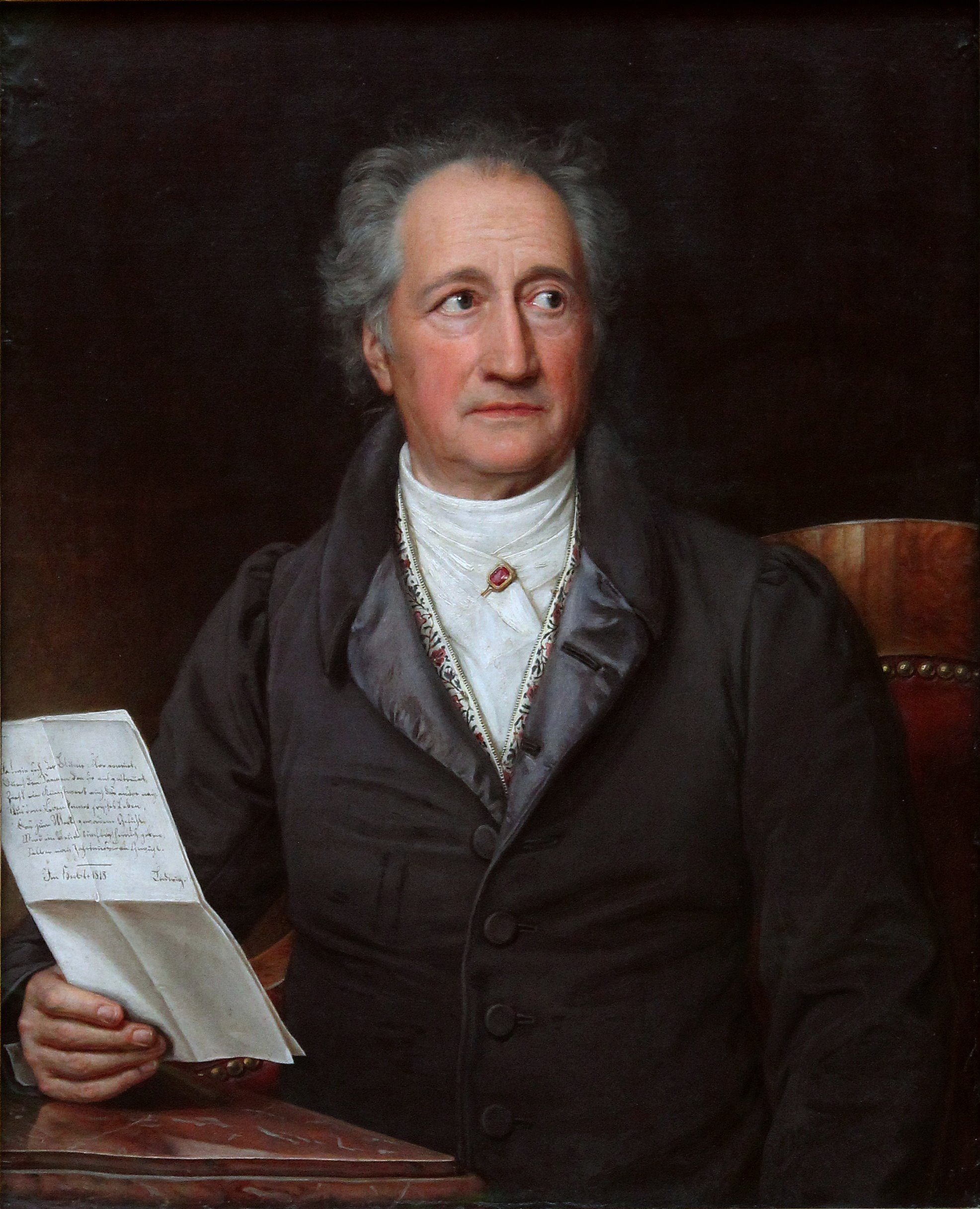
Joseph Karl Stieler  (1770–1858), Portrait de Johann Wolfgang von Goethe, 1828

### Romantisme allemand
Grâce à des peintres comme Caspar David Friedrich (Tonnelle à Greifswald, 1818), Johan Christian Dahl, Schinkel, ou Carl Blechen par exemple, le musée offre une vue d'ensemble du romantisme allemand.

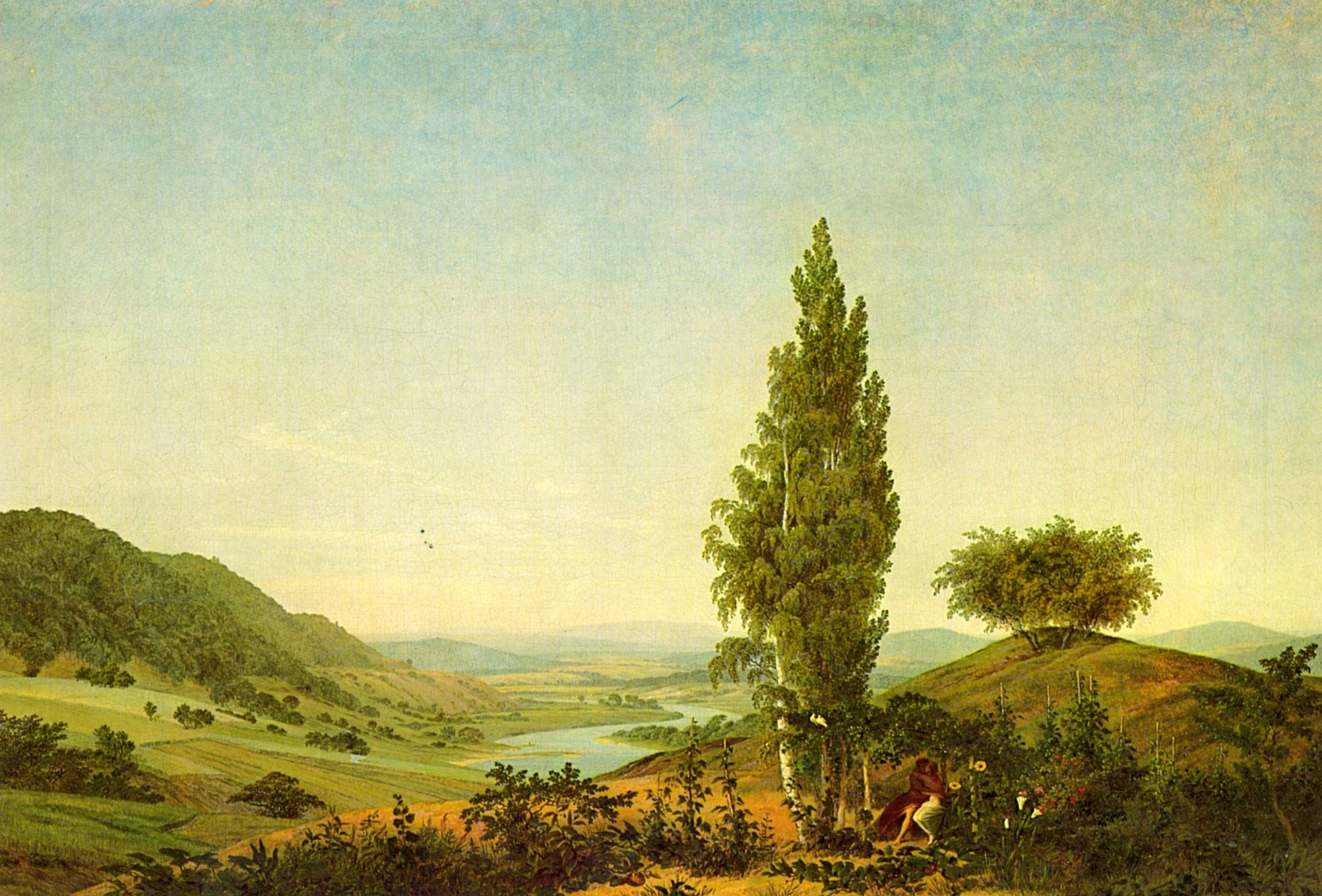
Caspar David Friedrich, L'Été (1807).
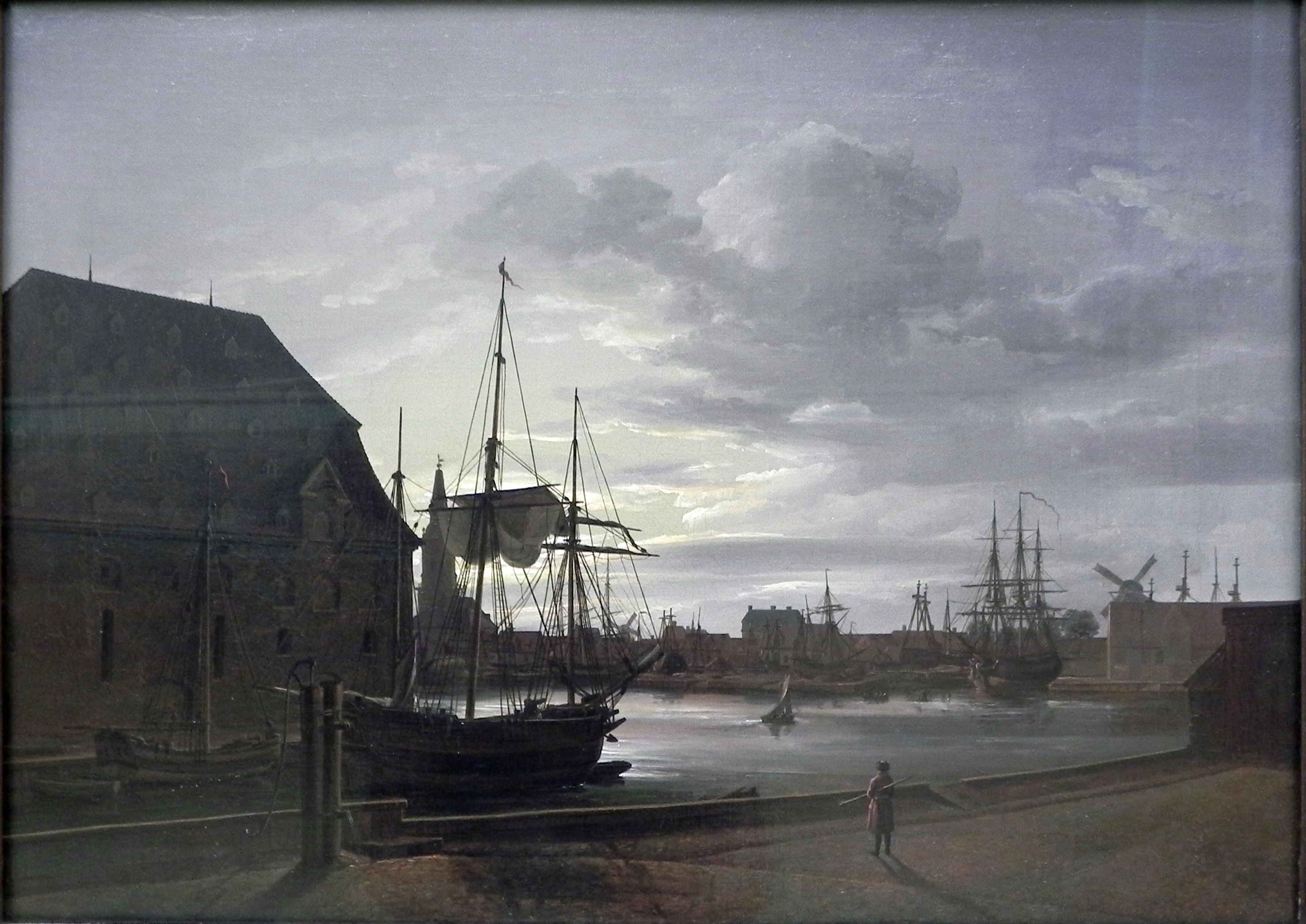
Johan Christian Dahl  (1788–1857), Le Canal de Frederikholm  à Copenhague au clair de lune, 1817
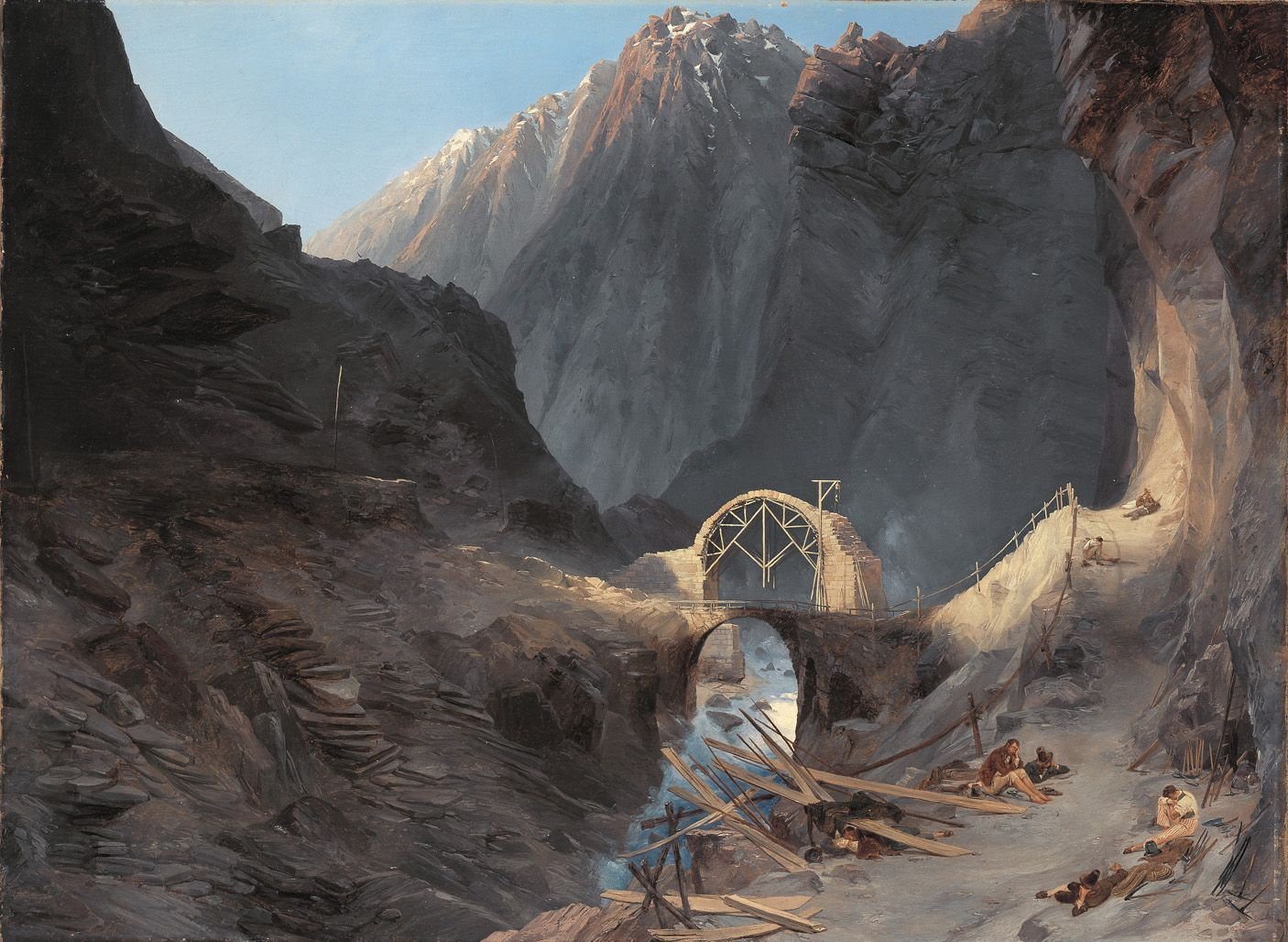
Carl Blechen, Le Pont du diable en construction, 1833

### Art de l'époque Biedermeier
Ce style caractéristique du XIXe siècle allemand est apprécié avec Domenico Quaglio, Winterhalter (Portrait du comte Jenison-Walworth (de), 1837), Waldmüller (Une jeune fermière avec ses trois enfants à la fenêtre, 1840), Schwind (Une symphonie, 1852), Spitzweg (Le Pauvre Poète, 1839) et d'autres.

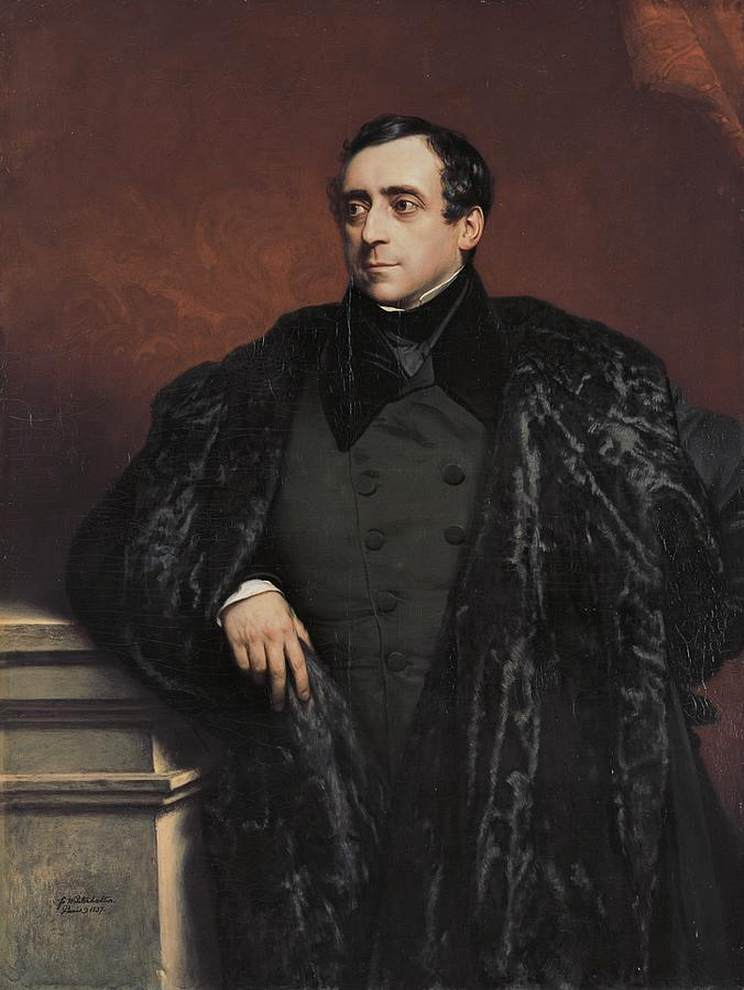
Franz Xaver Winterhalter, Franz von Jenison-Walworth, 1837
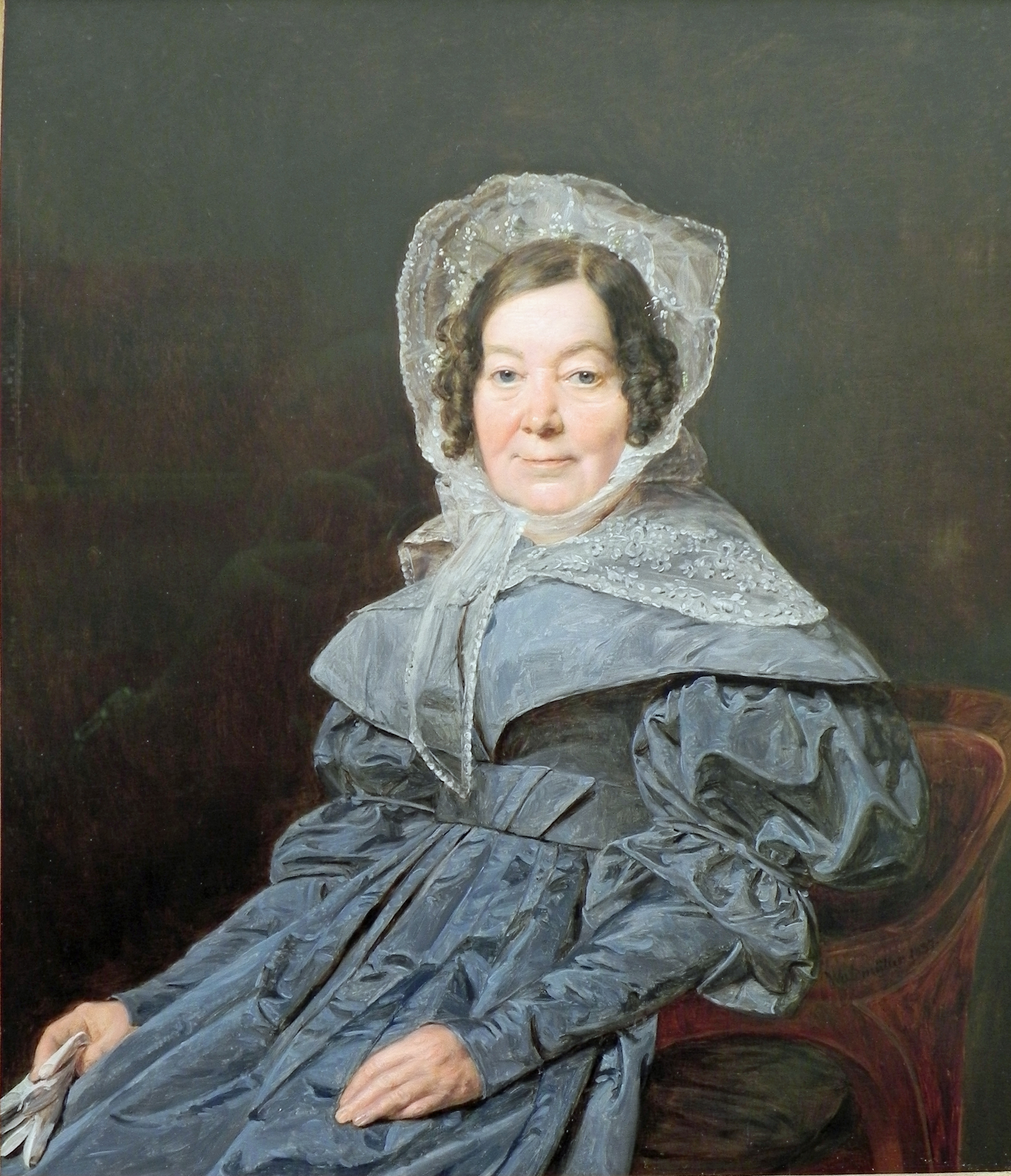
Waldmüller : Portrait de Madame von Lerchenau, 1837
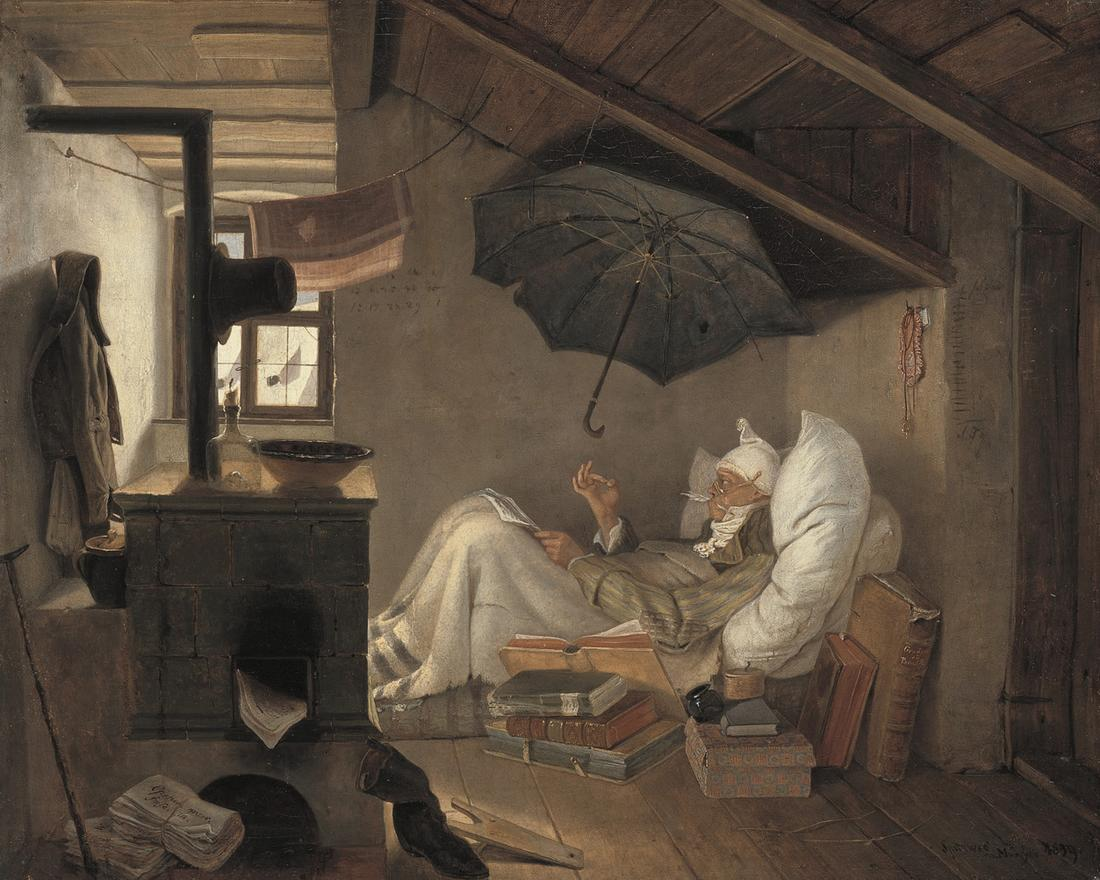
Carl Spitzweg, Le Pauvre Poète, 1839

### Réalisme et romantisme français
Les visiteurs peuvent contempler des tableaux de Géricault, Delacroix (Clorinde libère Olinde et Sophronie, vers 1855), Millet (Fermier greffant un arbre, 1855) Daumier (Le Mélodrame, 1860 ; Don Quichotte et Sancho Pança, 1868), Gustave Courbet (Paysage près de Maizières, 1865).

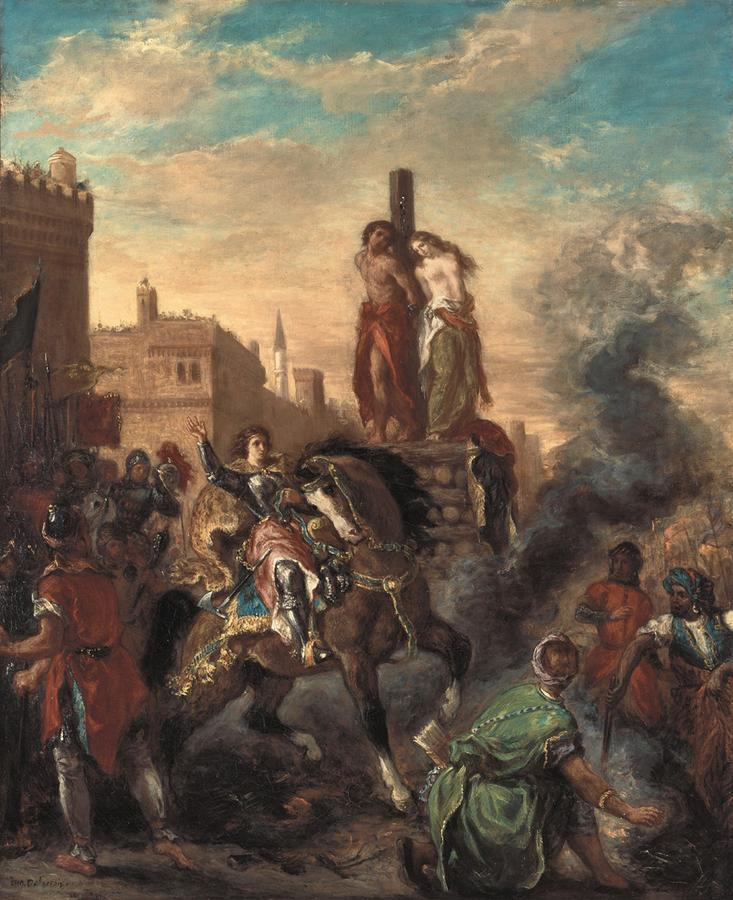
Eugène Delacroix, Clorinde libère Olinde et Sophronie, 1856
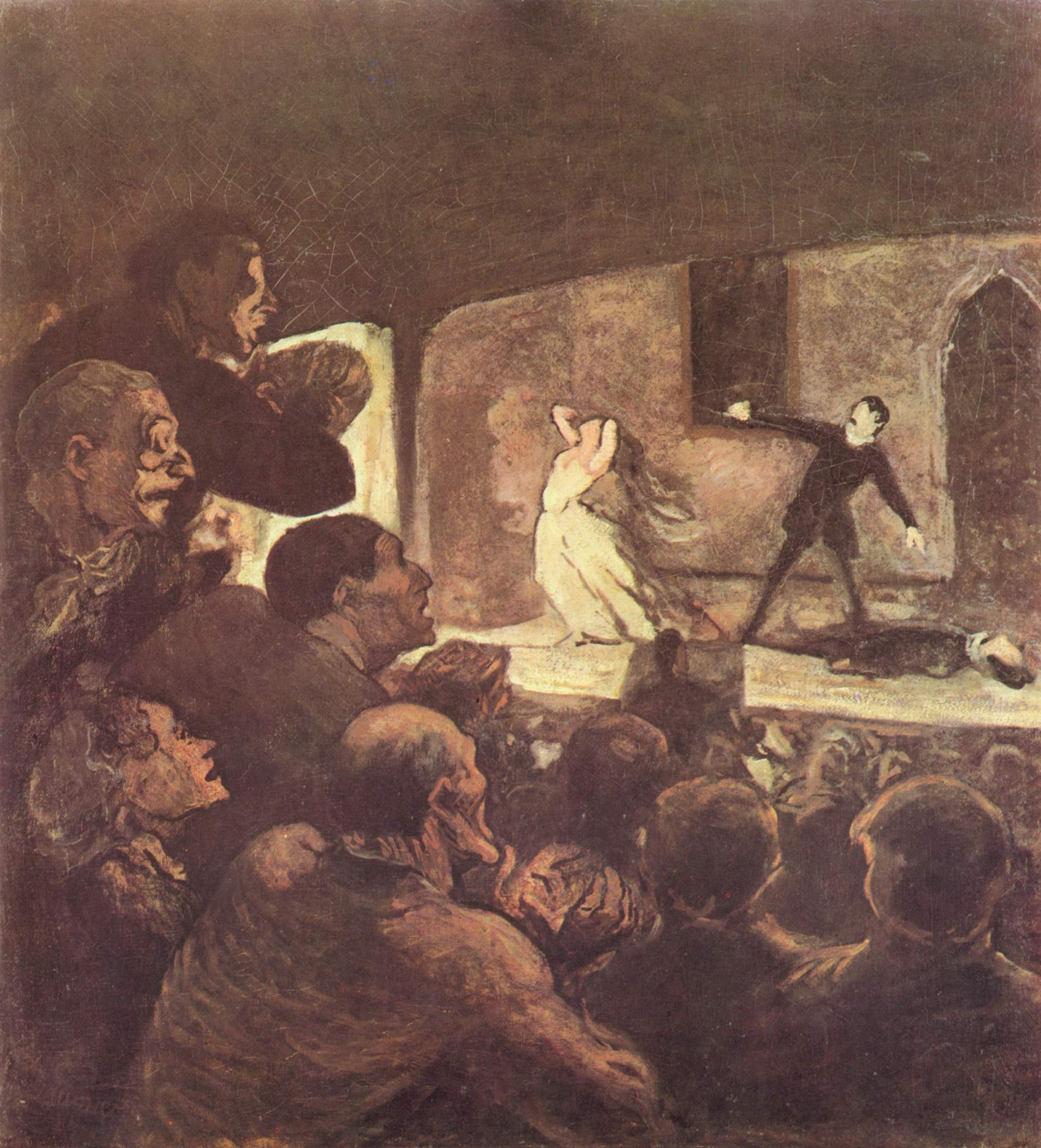
Honoré Daumier, Le Drame, vers 1860
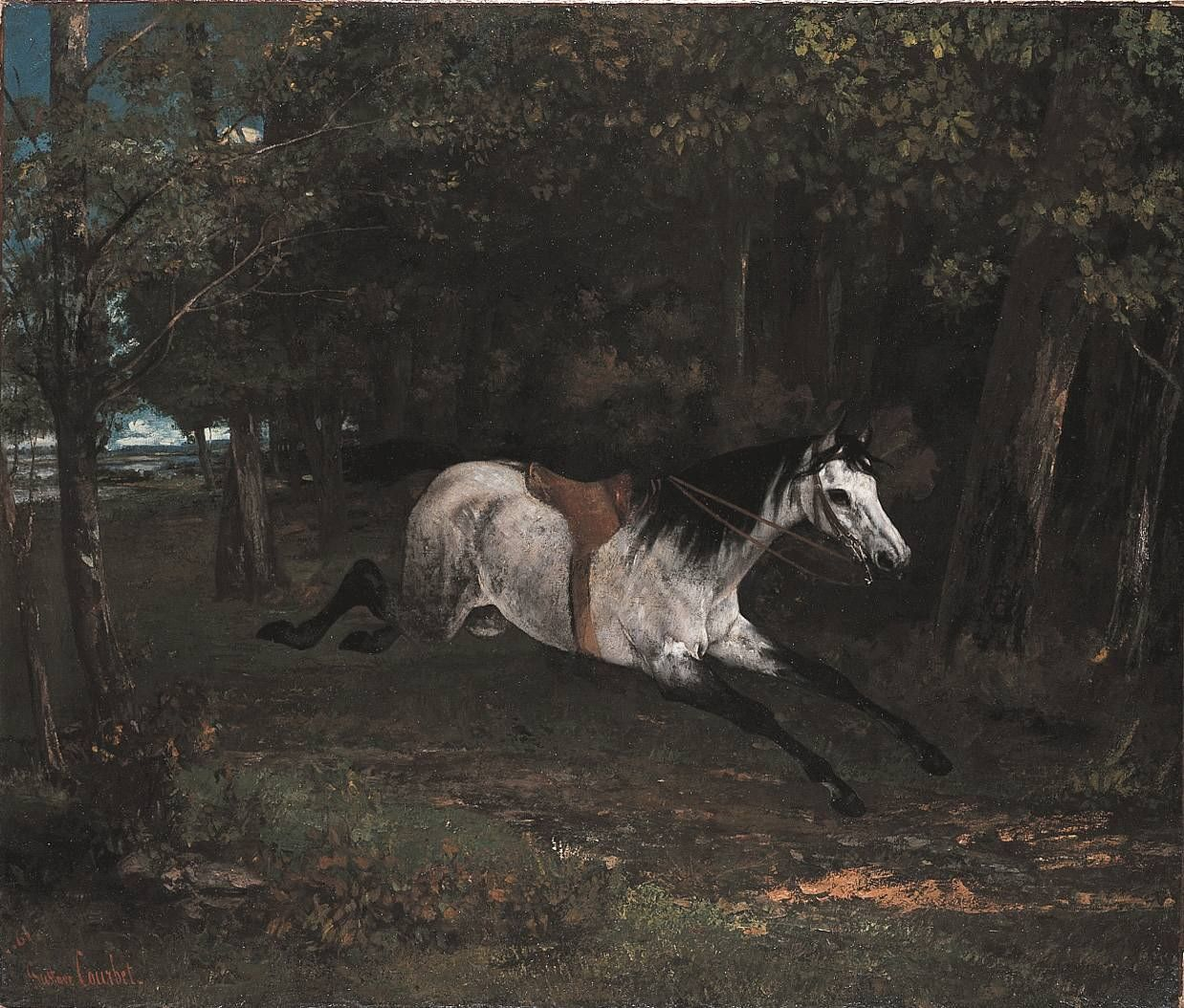
Gustave Courbet, Le Cheval dérobé, 1861
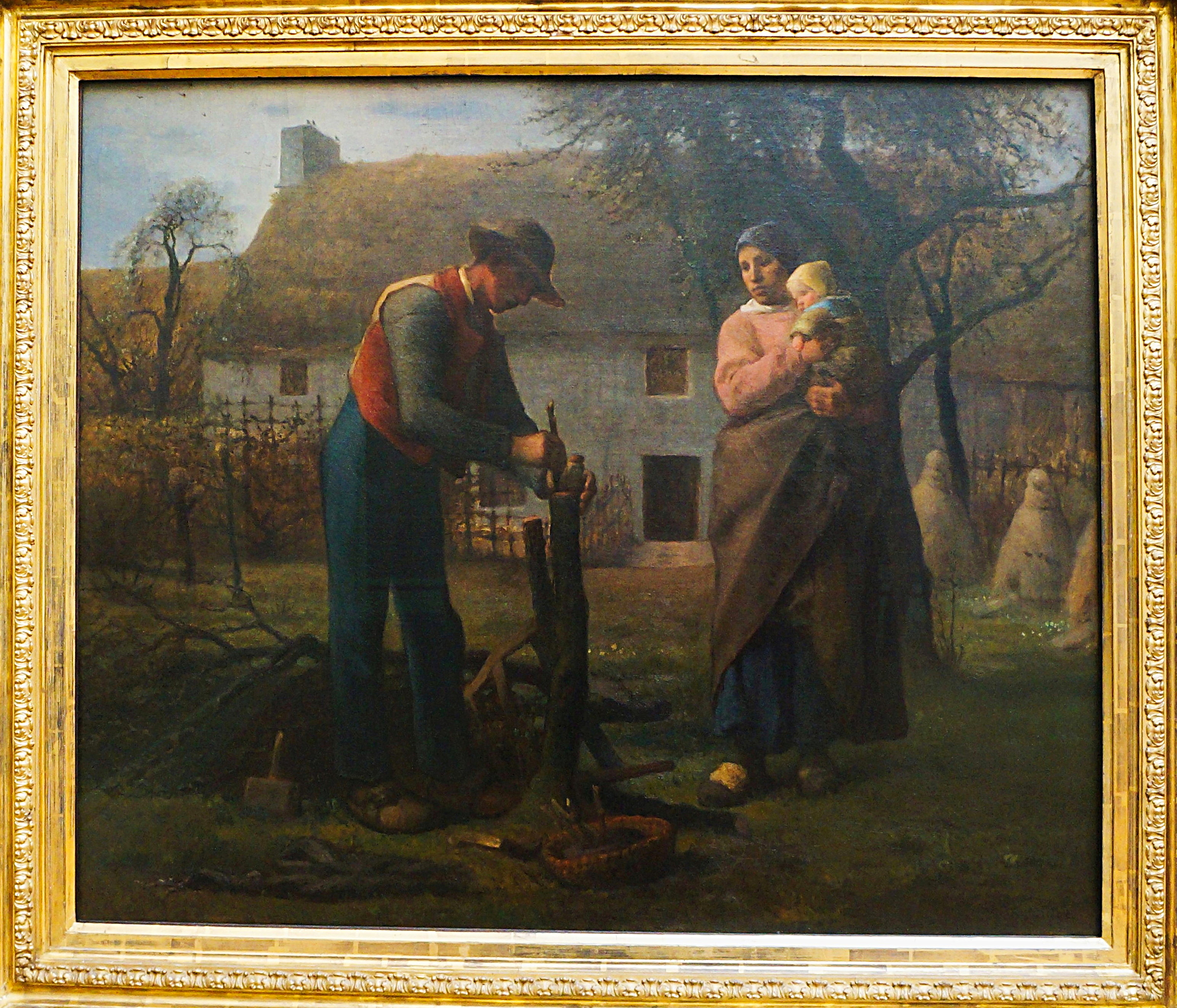
Jean-François Millet, Fermier insérant un greffon sur un arbre, 1865
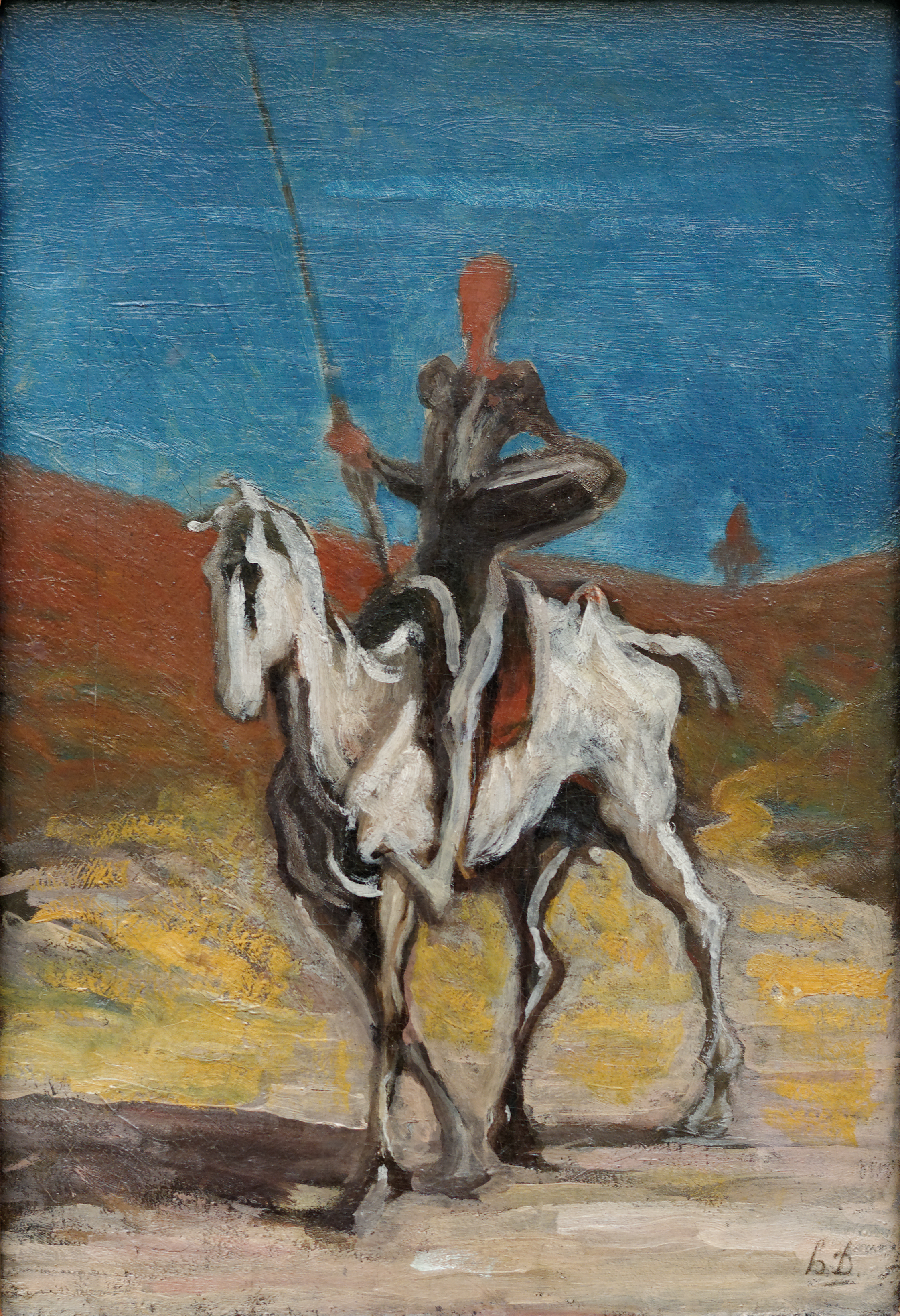
Honoré Daumier, Don Quichotte et Sancho Pança, vers 1868

### Historicisme et peinture mondaine
Ces œuvres sont importantes d'un point de vue de la compréhension de l'histoire de l'art au XIXe siècle et illustrent la vision de soi de la société de l'époque. On y remarque des tableaux de Wilhelm von Kaulbach (avec par exemple Louis Ier entouré d'artistes et de savants, 1848), Piloty, Defregger et Hans Makart.

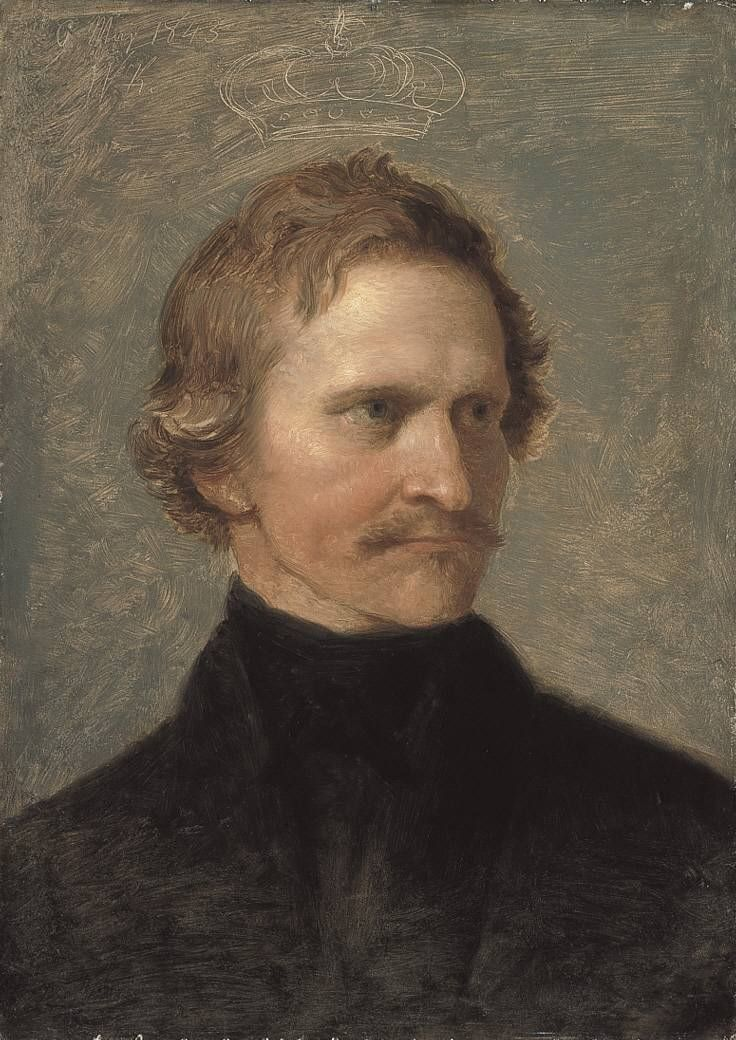
Wilhelm von Kaulbach, Portrait du roi Louis Ier de Bavière, 1843
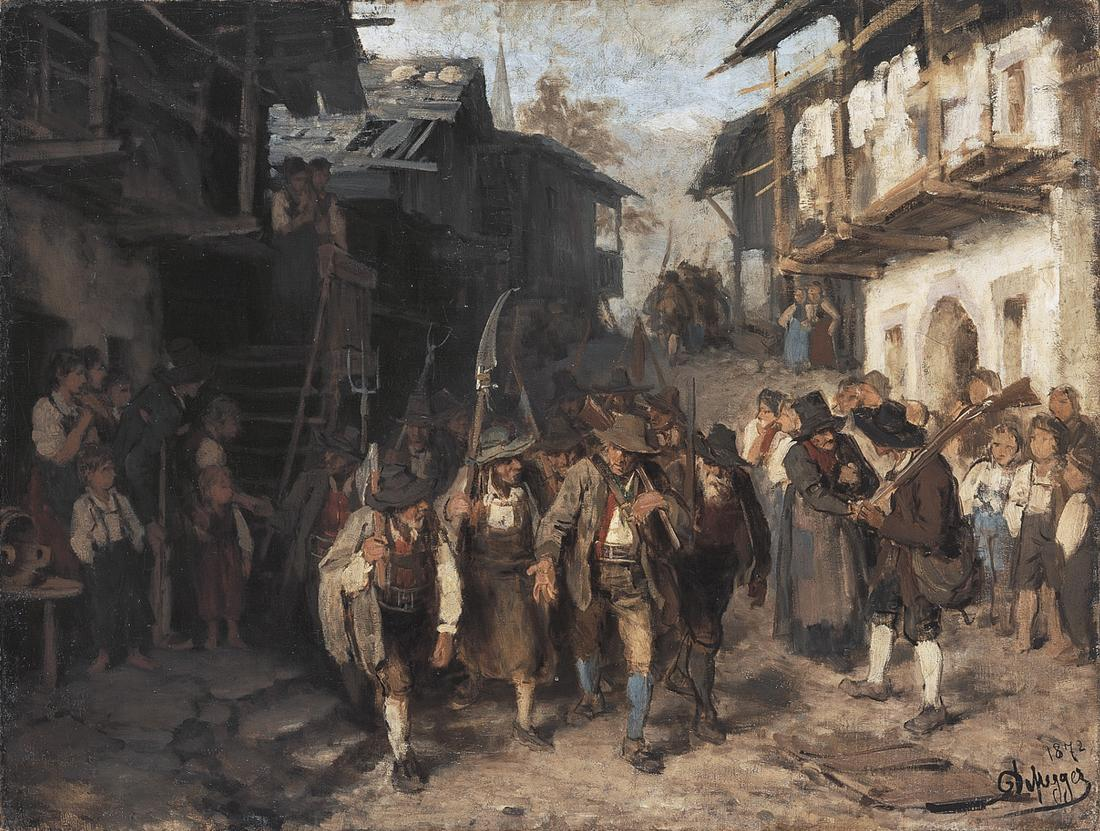
Franz Defregger, Le Dernier Contingent, 1872
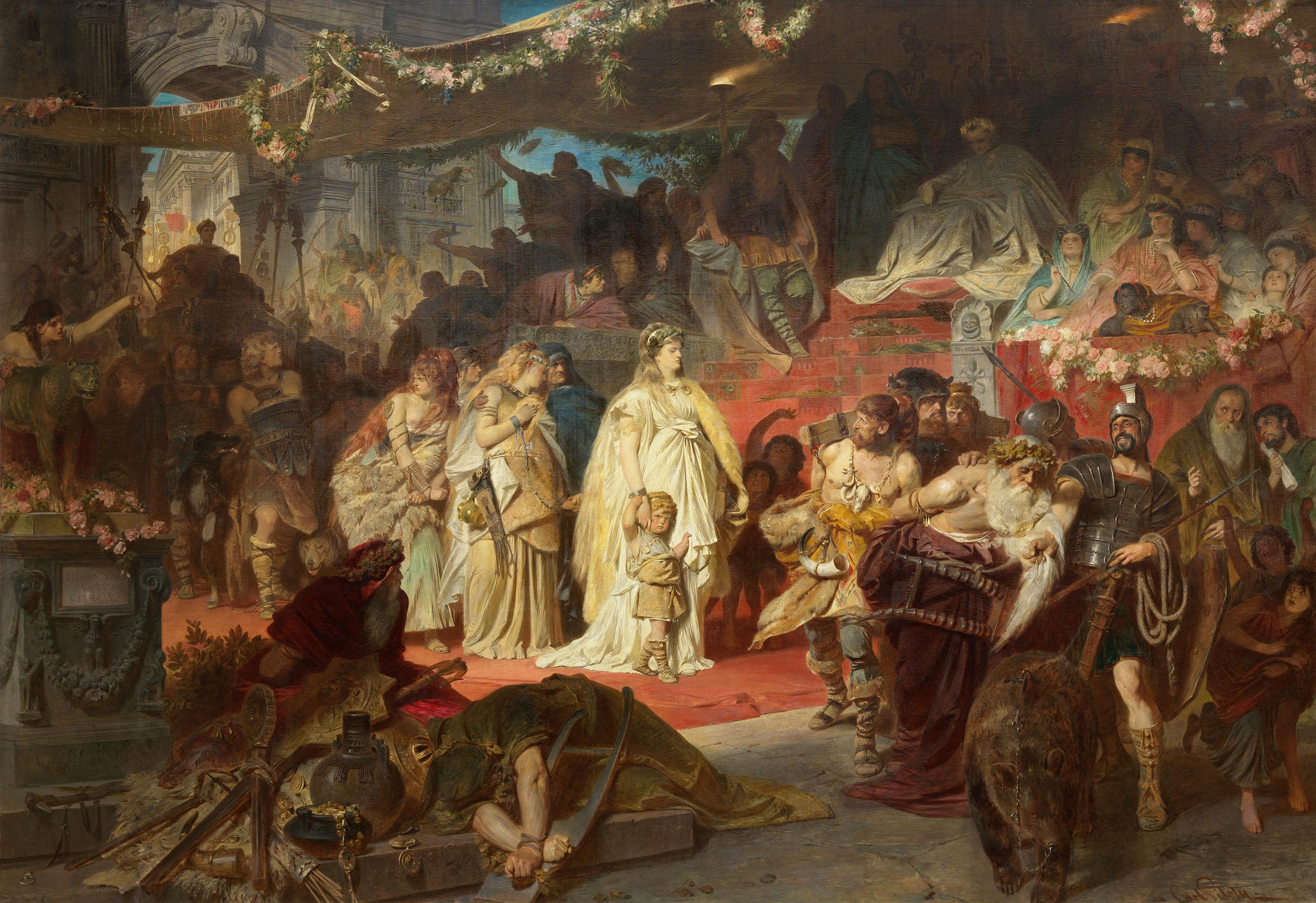
Karl von Piloty, Thusnelda au triomphe de Germanicus, 1873

### Mouvement des Romains allemands
Les Deutsch-Römer, ou Romains allemands, sont représentés ici par plusieurs tableaux célèbres dont celui d'Arnold Böcklin, Jeu dans les vagues (1883), la Nanna (1861) d'Anselm Feuerbach et le Paysage de Taunus (1890) de Hans Thoma. Hans von Marées est présent avec un grand nombre de tableaux issus de la collection Konrad Fiedler (1891).

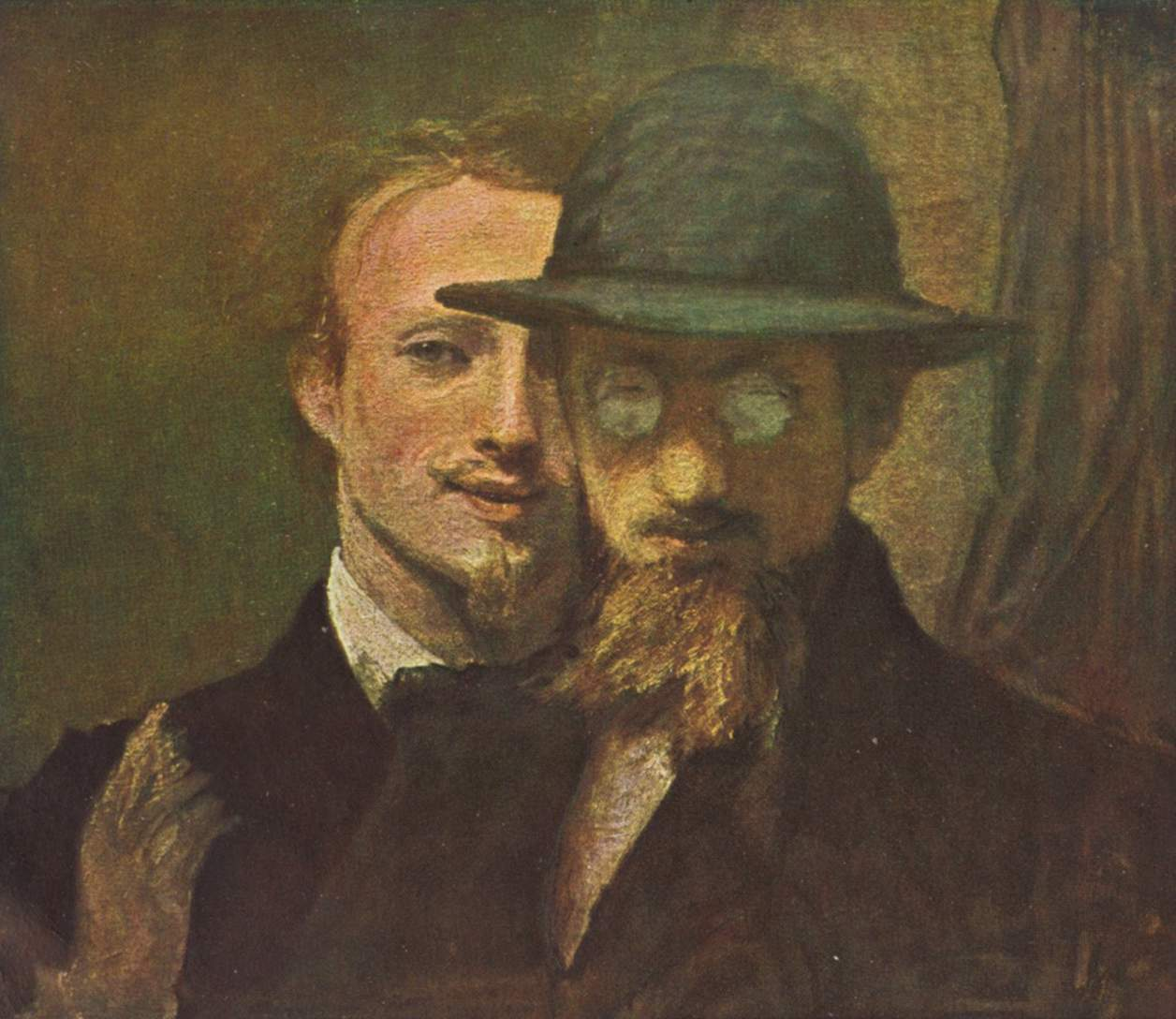
Hans von Marées, Autoportrait (Hans von Marées et Franz von Lenbach), 1863
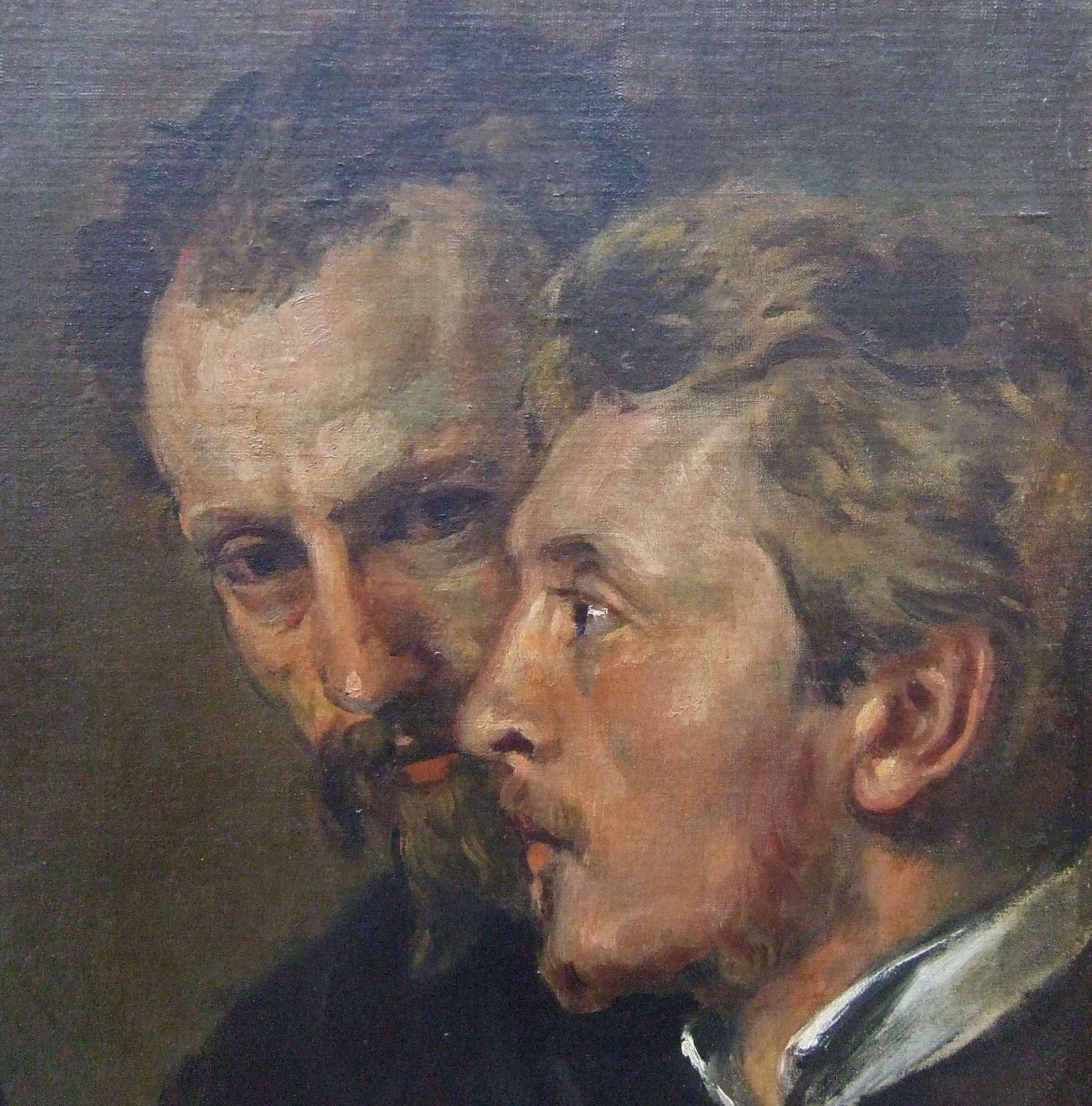
Hans von Marées, Hans von Marées et Adolf Hildebrand (détail), 1873
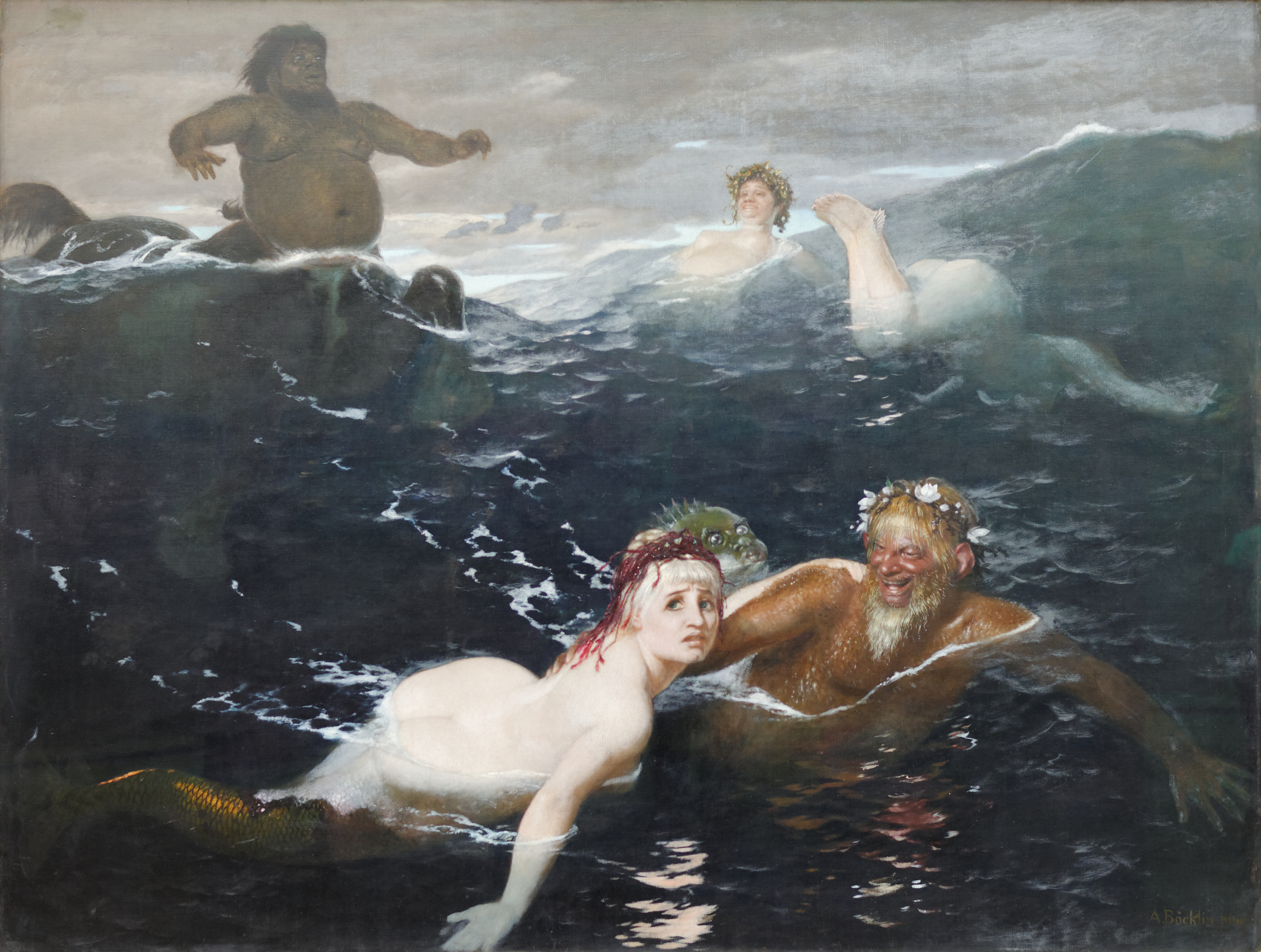
Arnold Böcklin, Dans le jeu des vagues, 1883
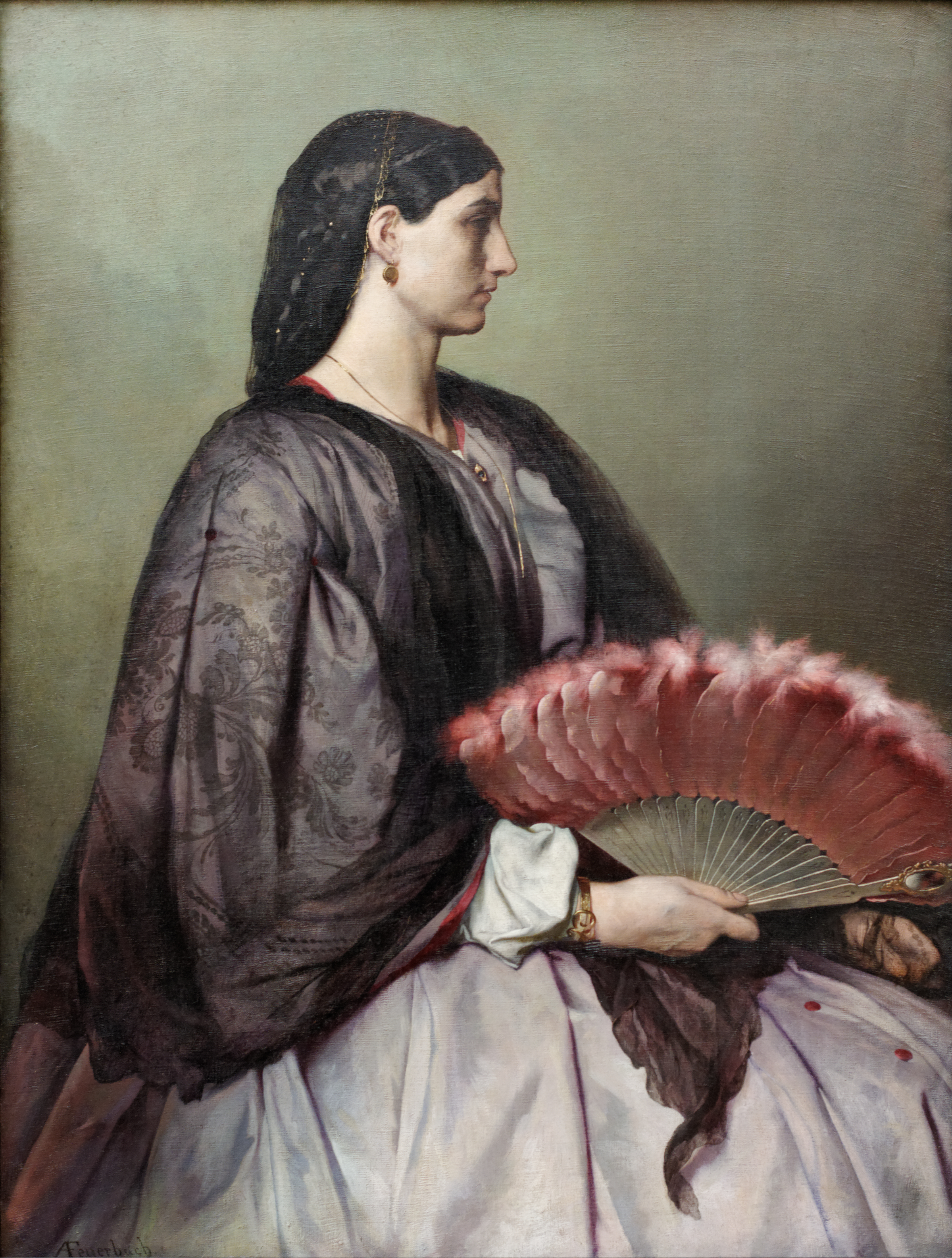
Anselm Feuerbach, Nanna, 1861
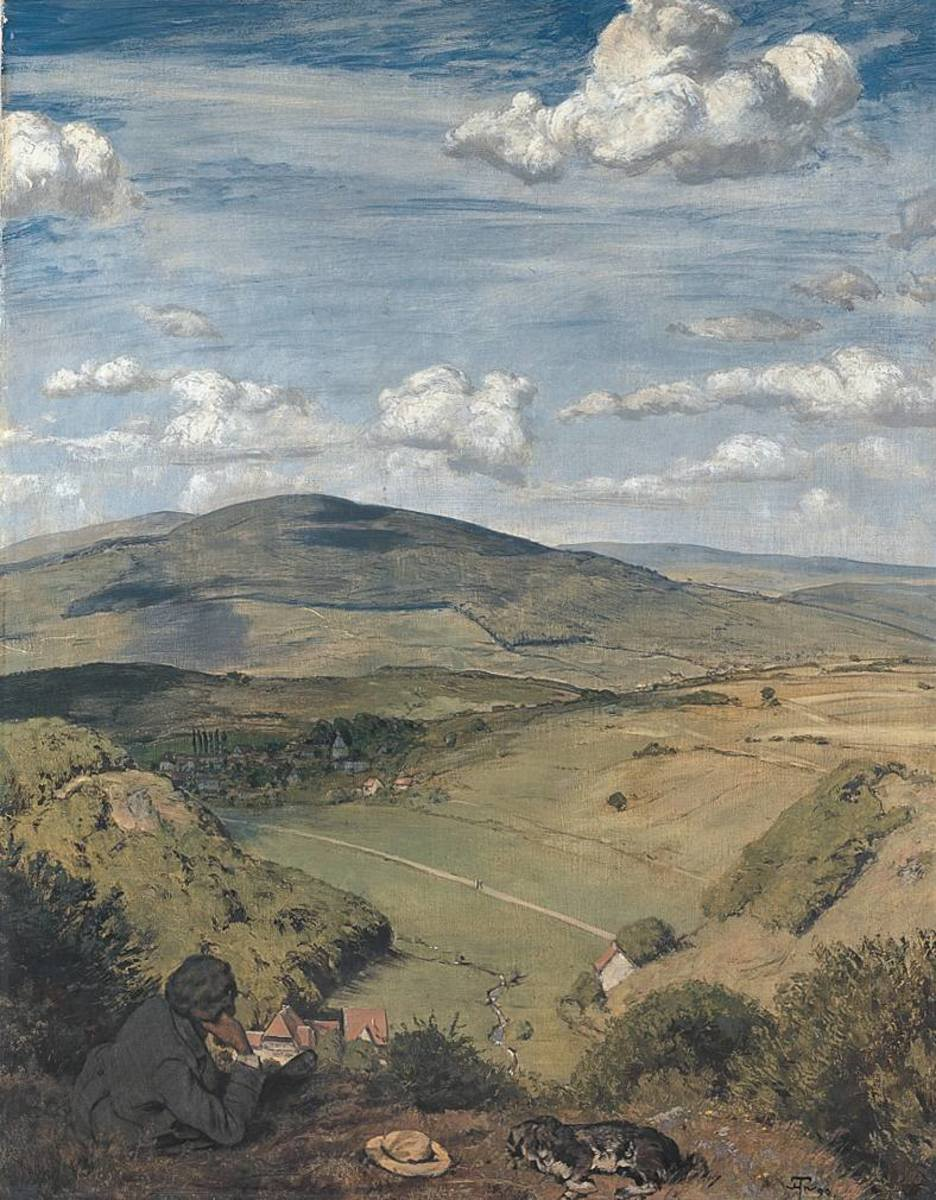
Hans Thoma, Paysage du Taunus, 1890

### Réalisme allemand
Ce courant est bien représenté avec Wilhelm Leibl (Portrait de Mme Gedon, 1868), Franz von Lenbach et Adolph Menzel (Salon avec la sœur de Menzel, 1847) entre autres.

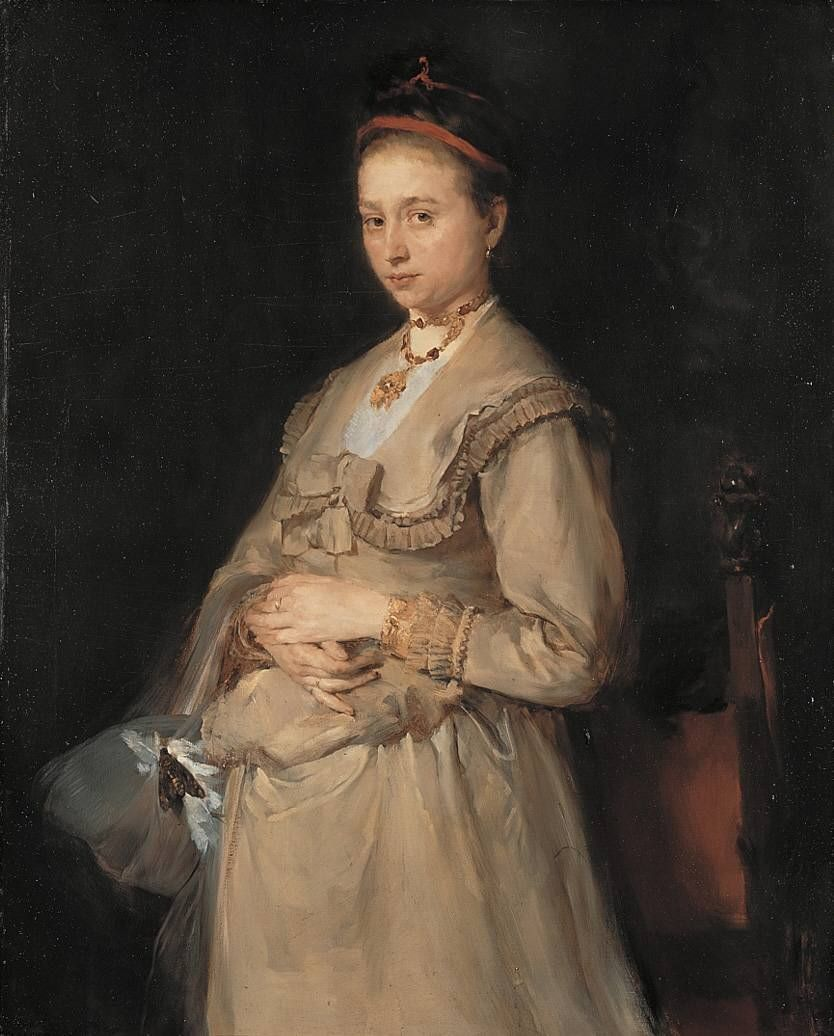
Wilhelm Leibl, Portrait de Mme Gédon, 1869
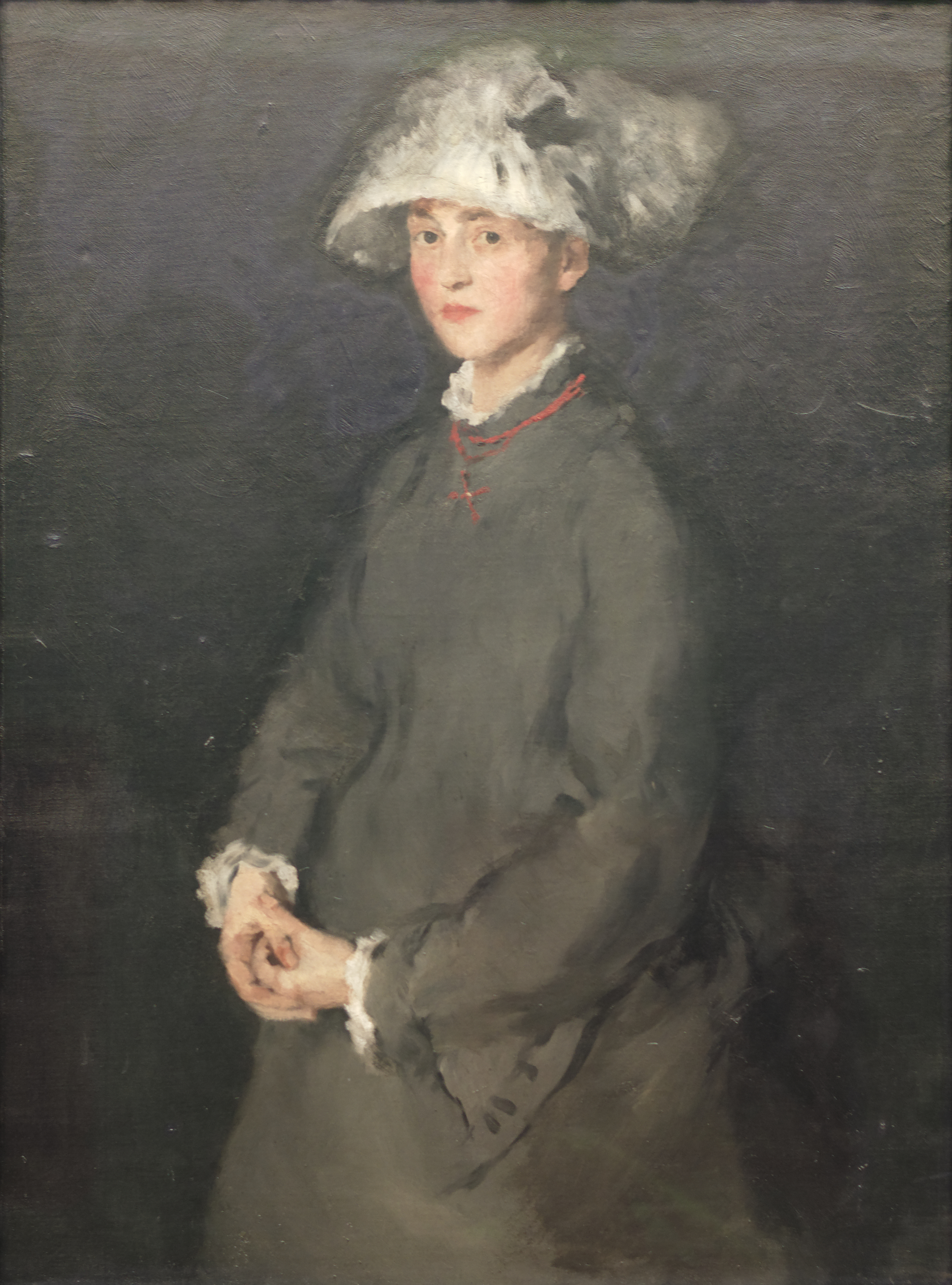
Wilhelm Leibl, Portrait de Lina Kirchdorffer, 1871
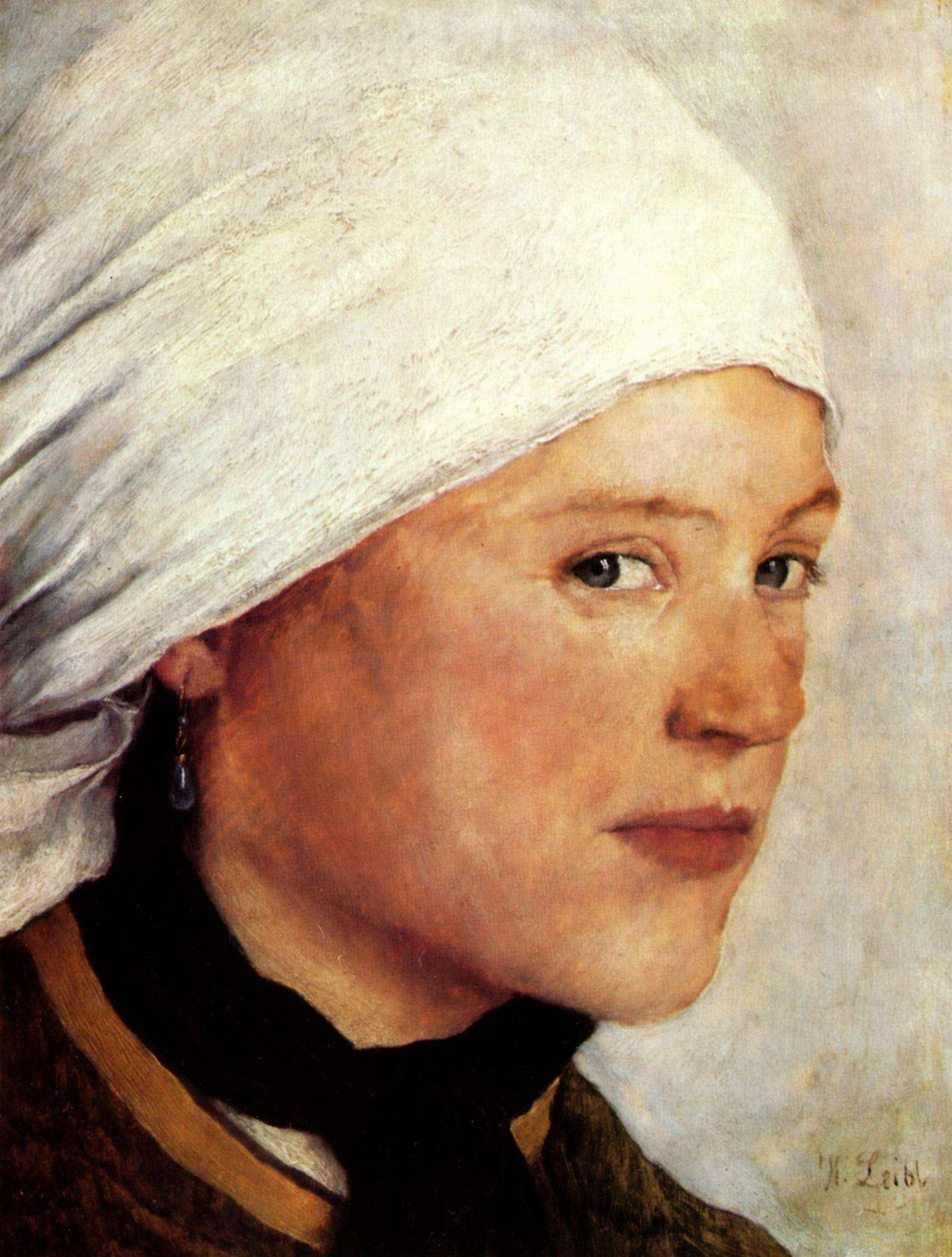
Wilhelm Leibl, Paysanne avec un foulard, 1876
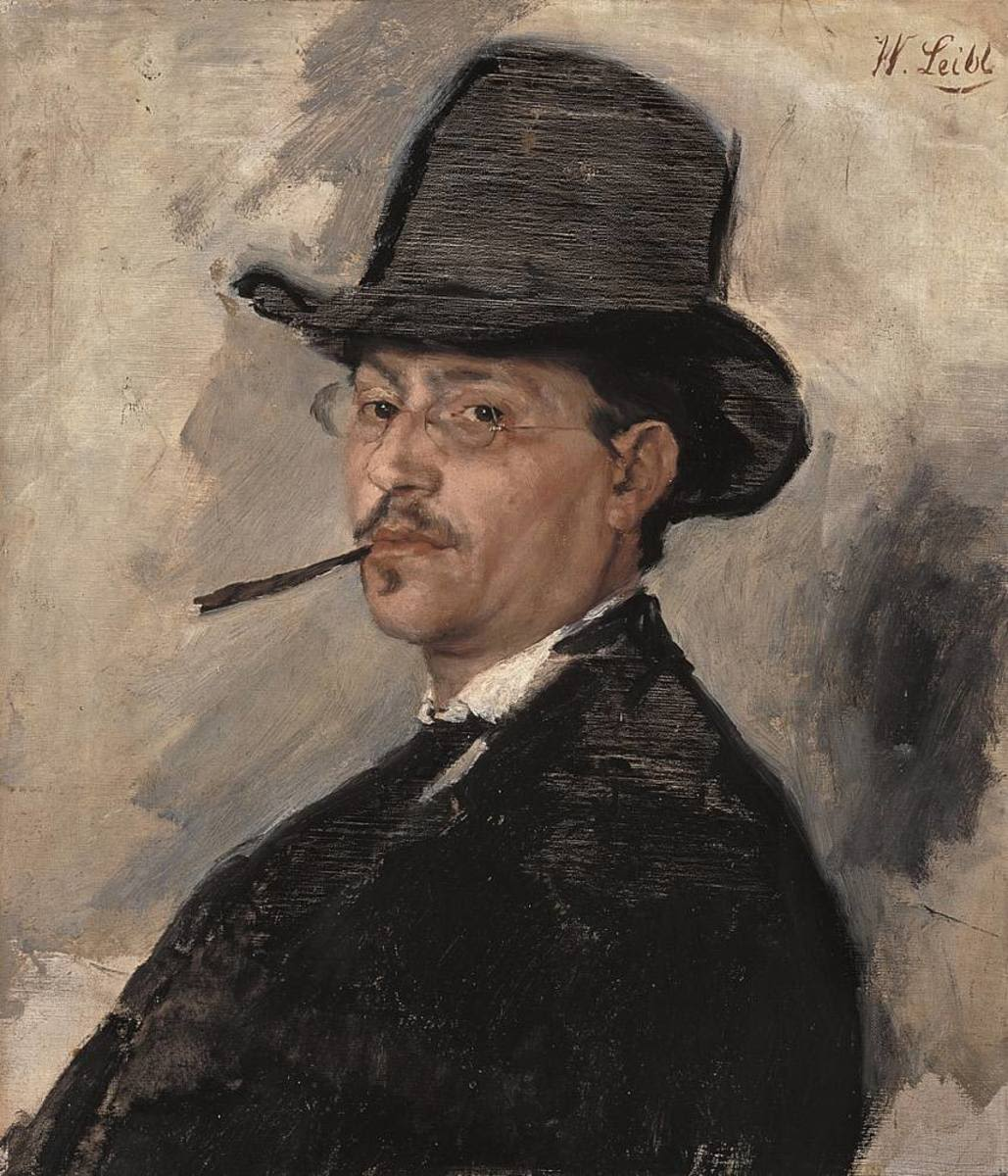
Wilhelm Leibl, Portrait du peintre Carl Schuch, 1876
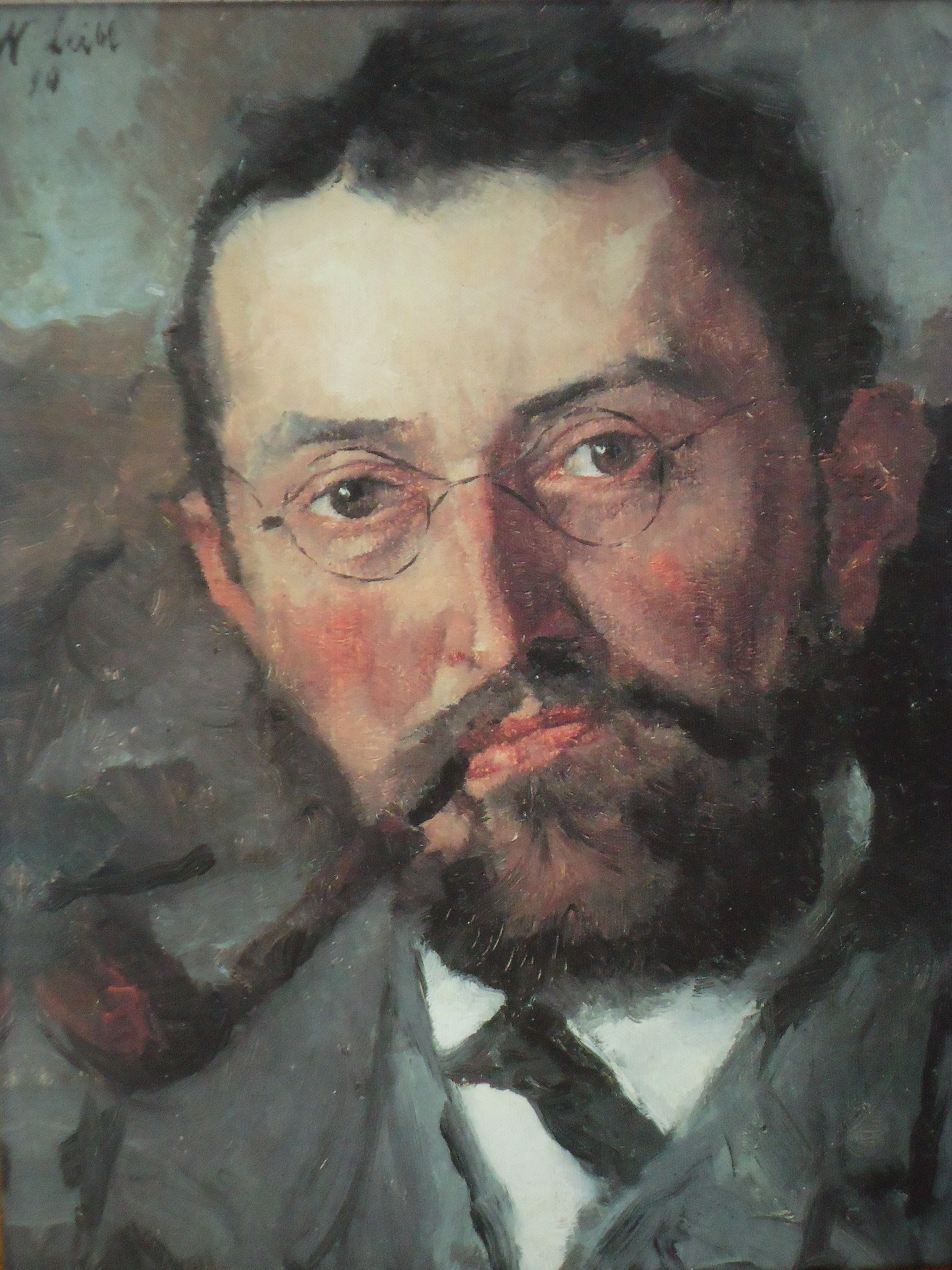
Wilhelm Leibl, Julius Mayr, 1890
Wilhelm Leibl, Intérieur dans une ferme, 1890
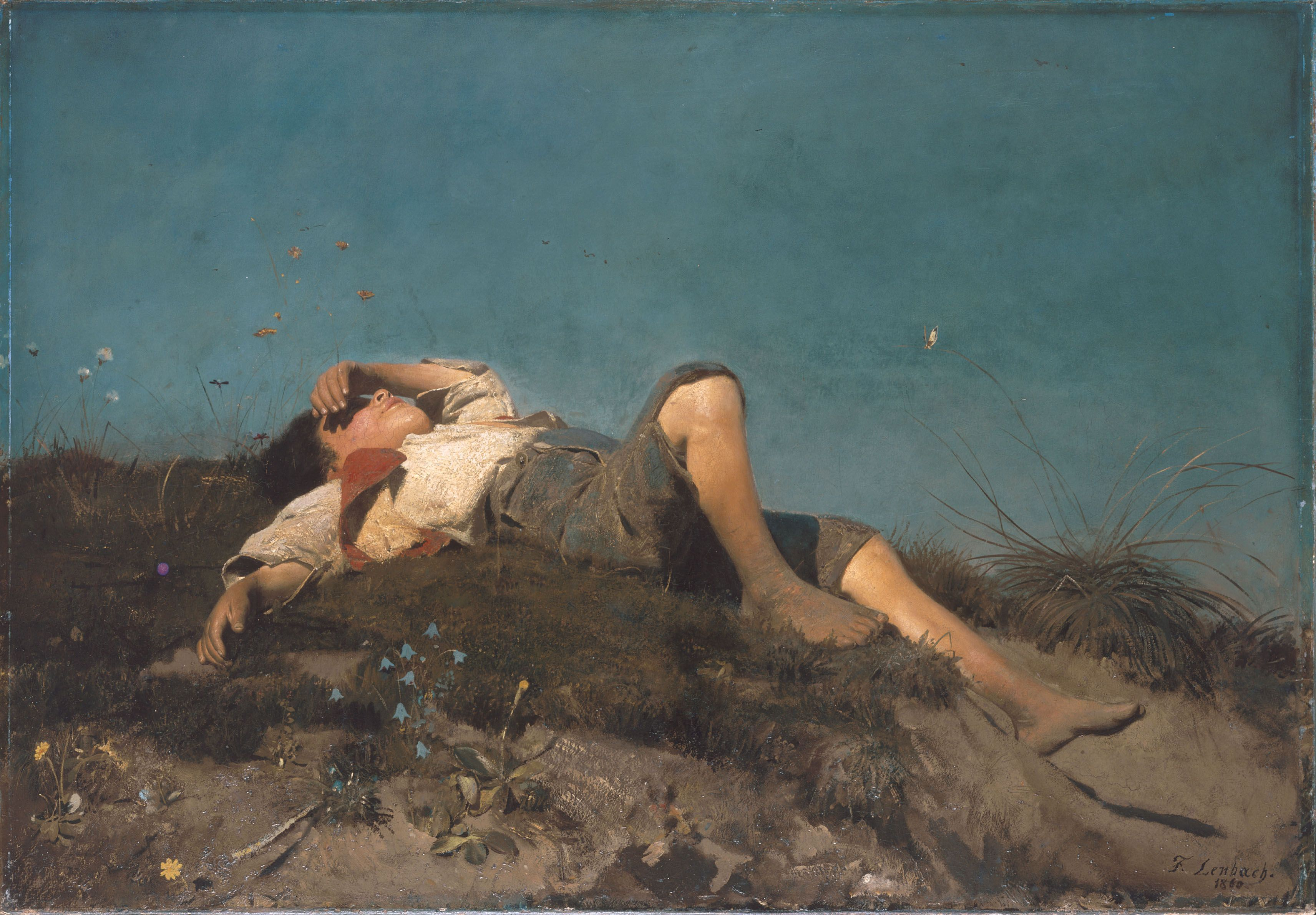
Franz von Lenbach, Un garçon berger, 1860

### Impressionnisme allemand
Les peintres allemands influencés par l'impressionnisme français sont bien représentés au musée avec surtout Max Liebermann (Garçons se baignant, 1898), Lovis Corinth (Portrait du comte von Keyserling, 1901), August von Brandis (Durchblick, 1904) Fritz von Uhde, Maria Slavona et Max Slevogt.

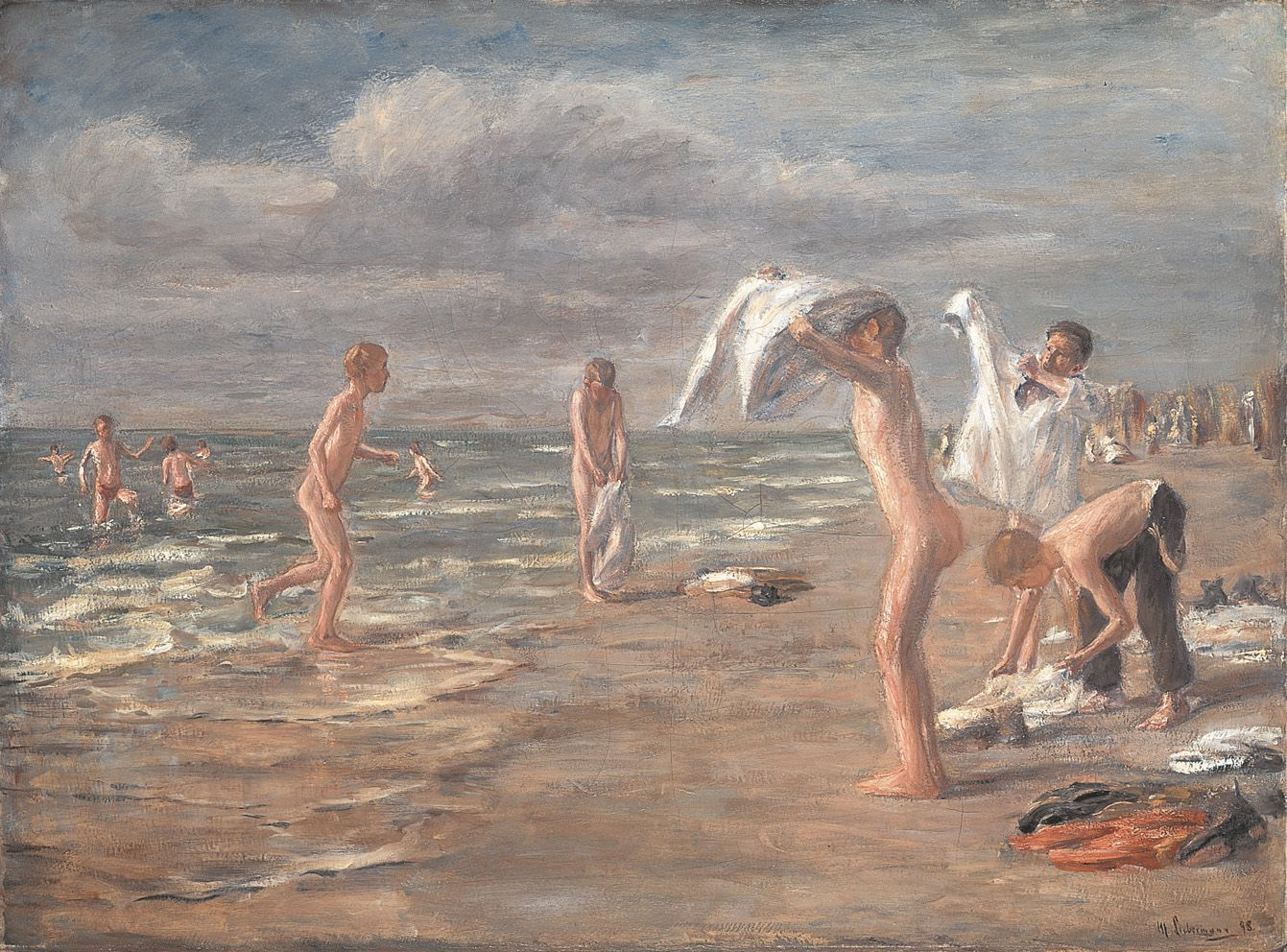
Max Liebermann, Garçons se baignant, 1898
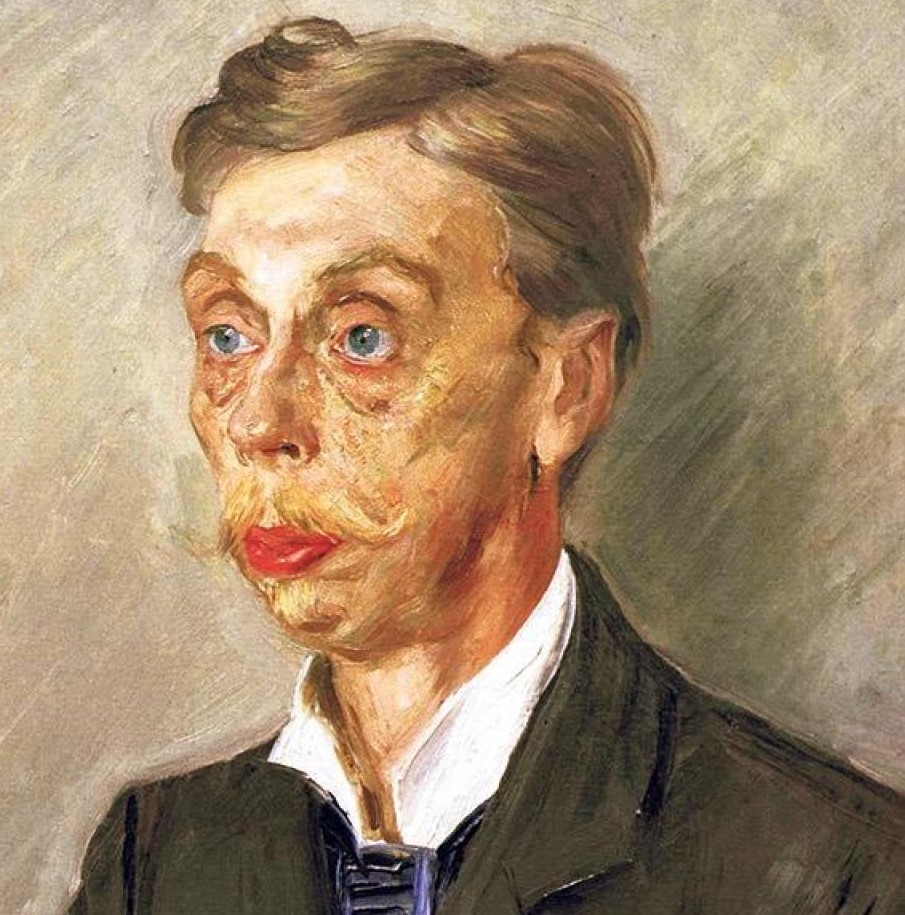
Lovis Corinth, Portrait du comte von Keyserling, 1901
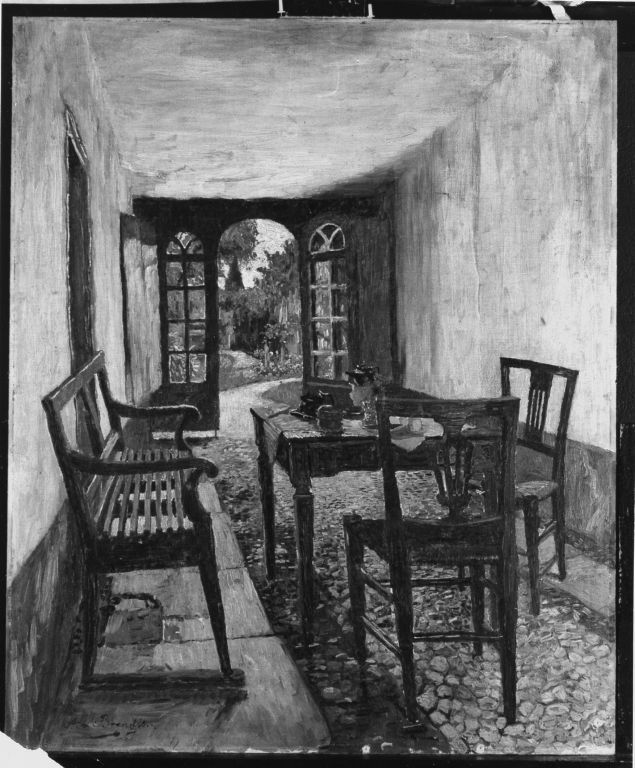
August von Brandis, Durchblick, 1904

### Impressionnisme et postimpressionnisme français
La pinacothèque est en mesure de montrer au public des œuvres majeures de l'impressionnisme français, comme celles de Renoir (Portrait de jeune femme, 1876 ; Jardin de Montmartre avec vue sur le Sacré-Cœur en construction, 1896), Manet (Le Déjeuner dans l'atelier, 1868 ; Les Barques, 1874), Monet (Pont sur la Seine à Argenteuil, 1874), Cézanne (Le Terre-plein, vers 1870 ; Nature morte à la commode, vers 1883), Gauguin (La Naissance, ou Te tamari no atua, 1896), Pissarro (Rue à Upper Norwood 1871), Degas, Sisley, Seurat ou Van Gogh (Le Tisserand, 1884 ; Tournesols, 1888 ; Verger en fleur avec vue d'Arles, 1889).

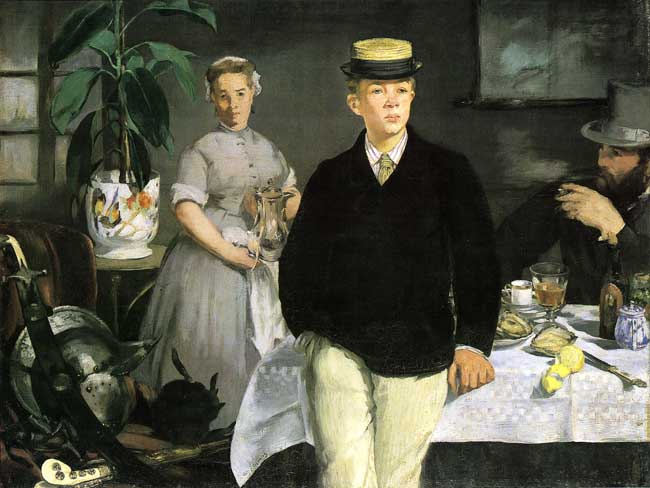
Édouard Manet, Le Déjeuner dans l'atelier  (1868).
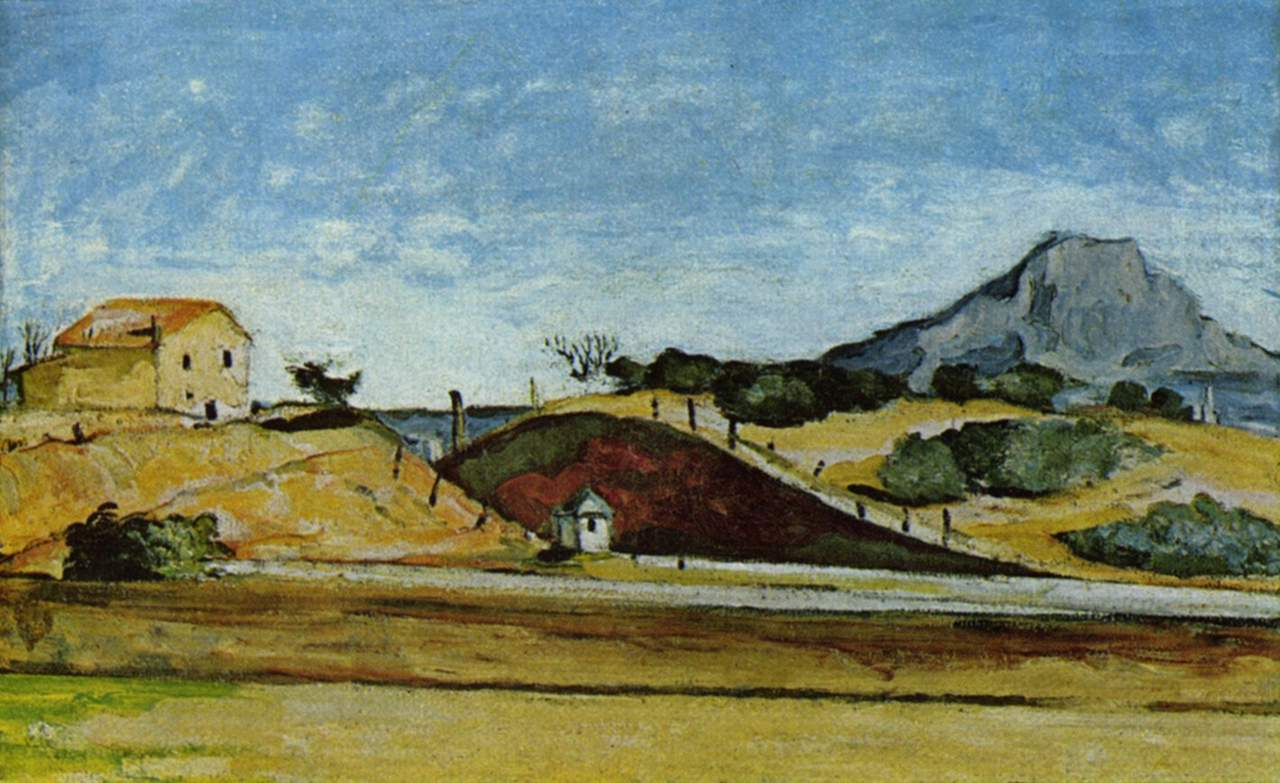
Paul Cézanne, Le Terre-plein (1869-1871).
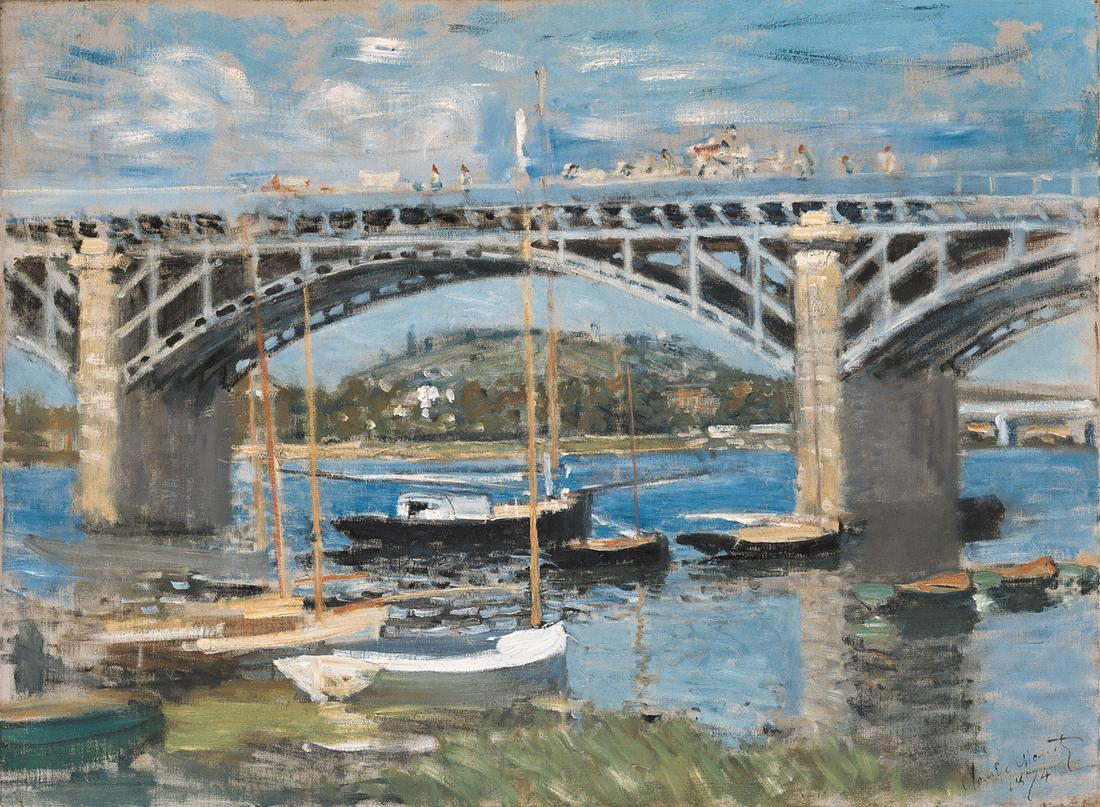
Claude Monet, Pont sur la Seine à Argenteuil (1874).
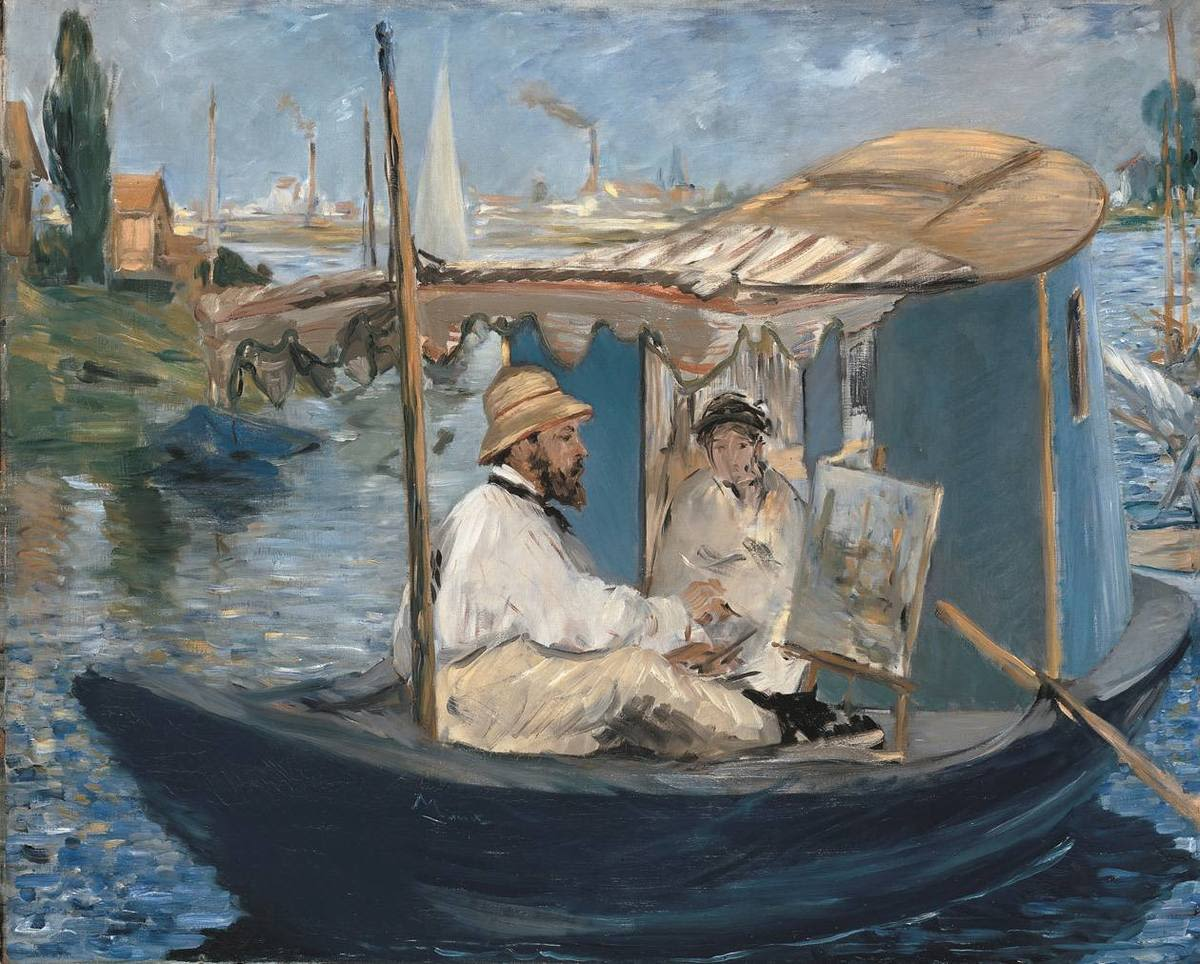
Édouard Manet, Claude Monet dans son atelier à Argenteuil (1874).
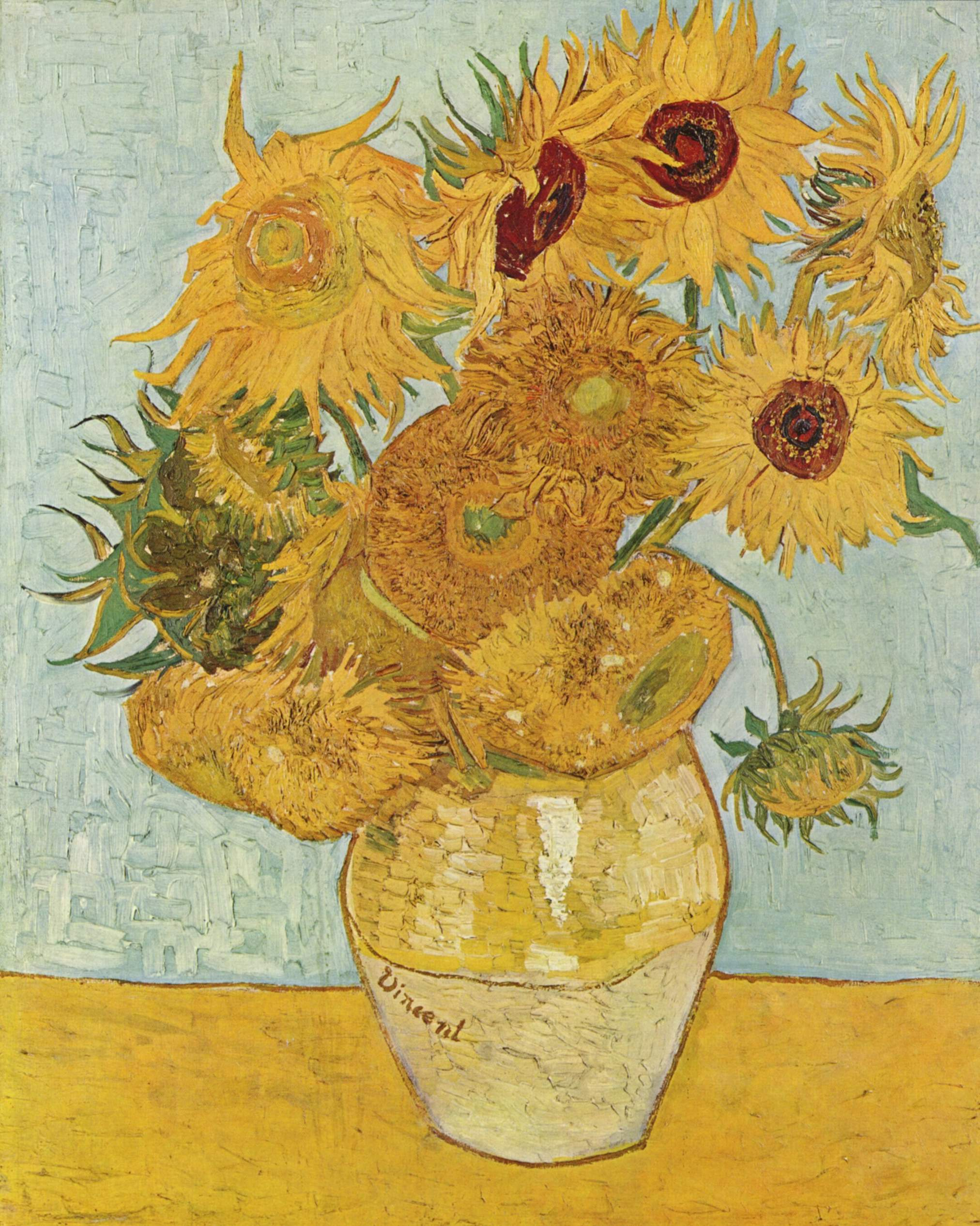
Vincent van Gogh, Vase avec douze tournesols, (1888).
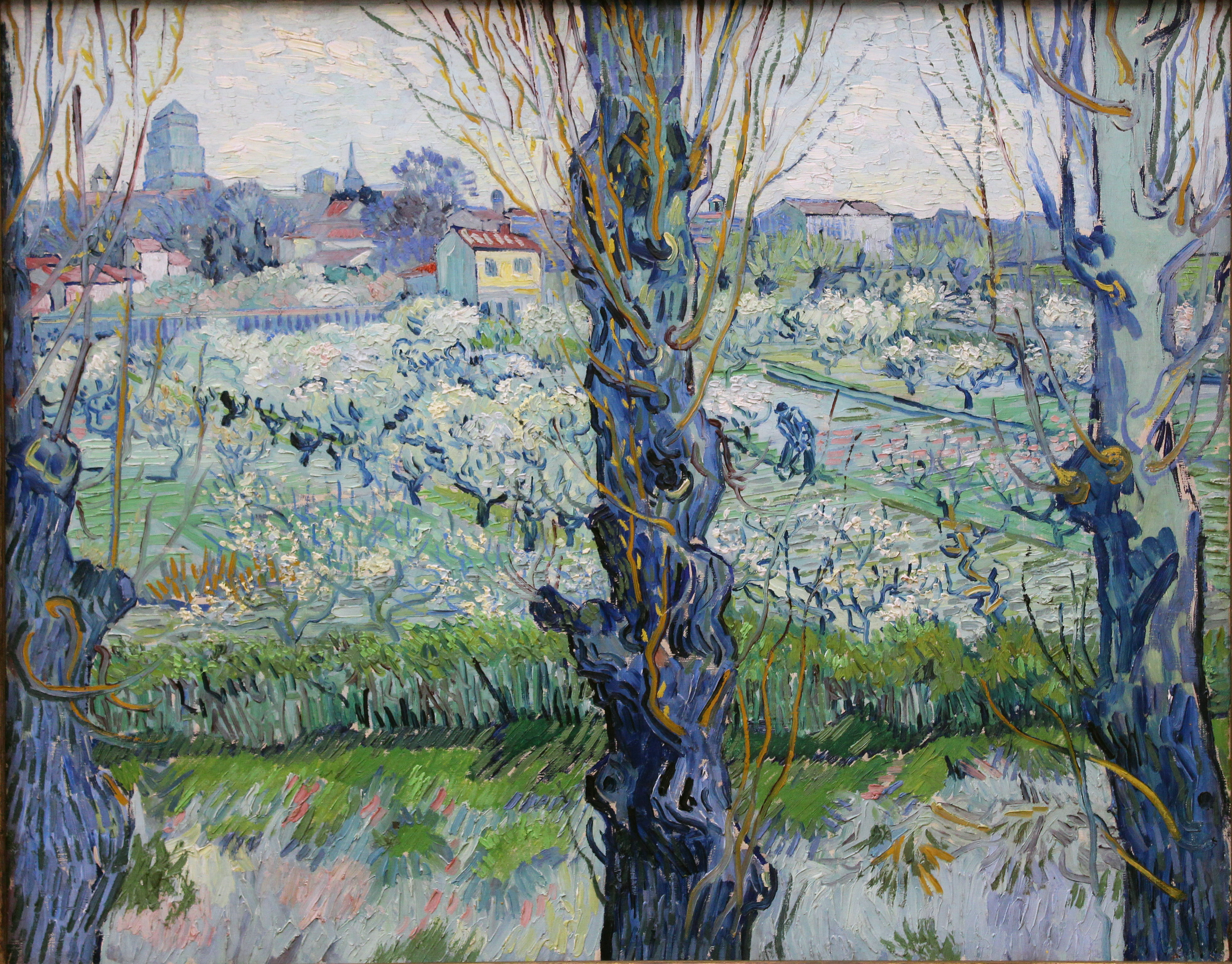
Van Gogh : Vue d'Arles (avril 1889).
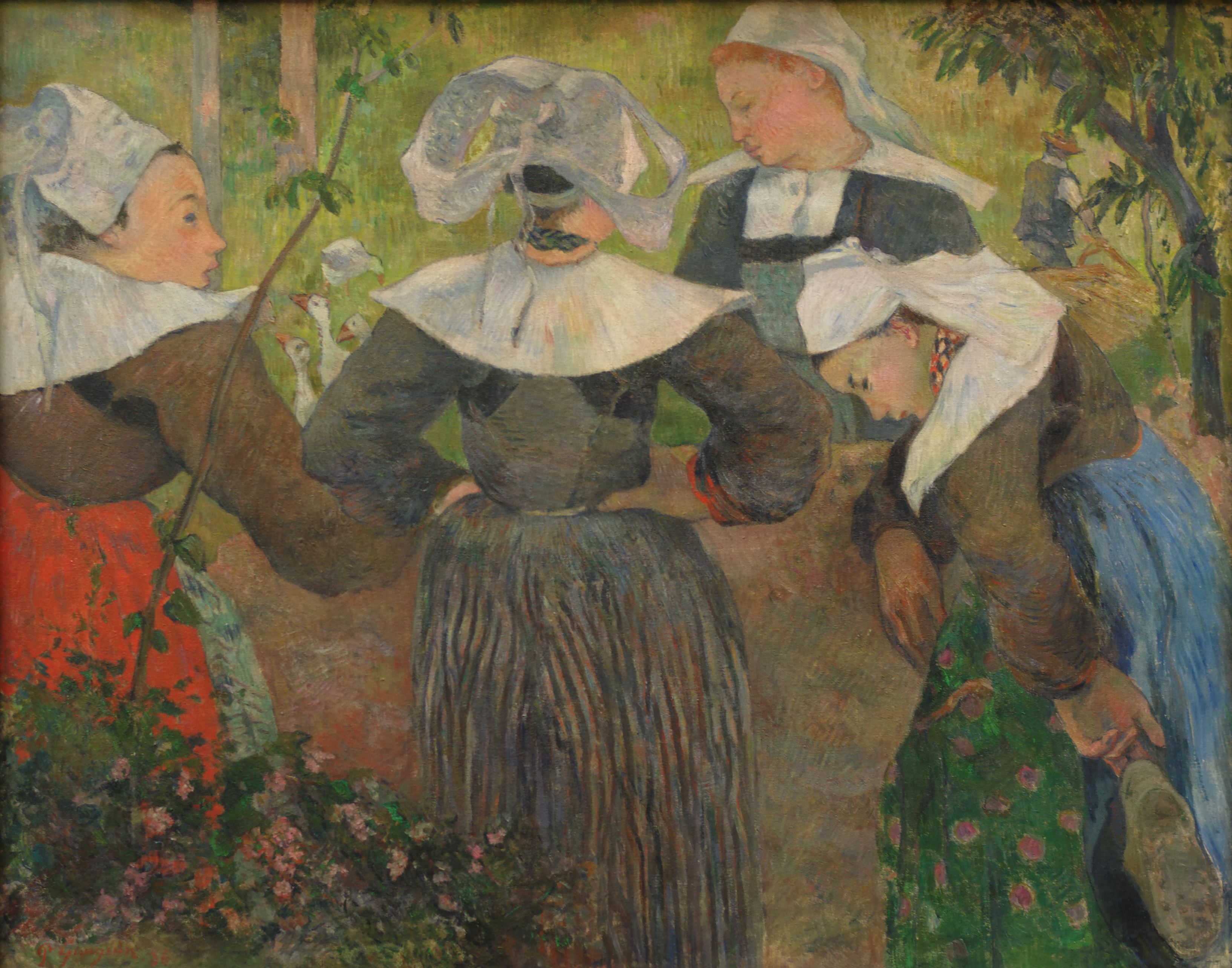
Paul Gauguin, La Danse des quatre bretonnes, (1886).
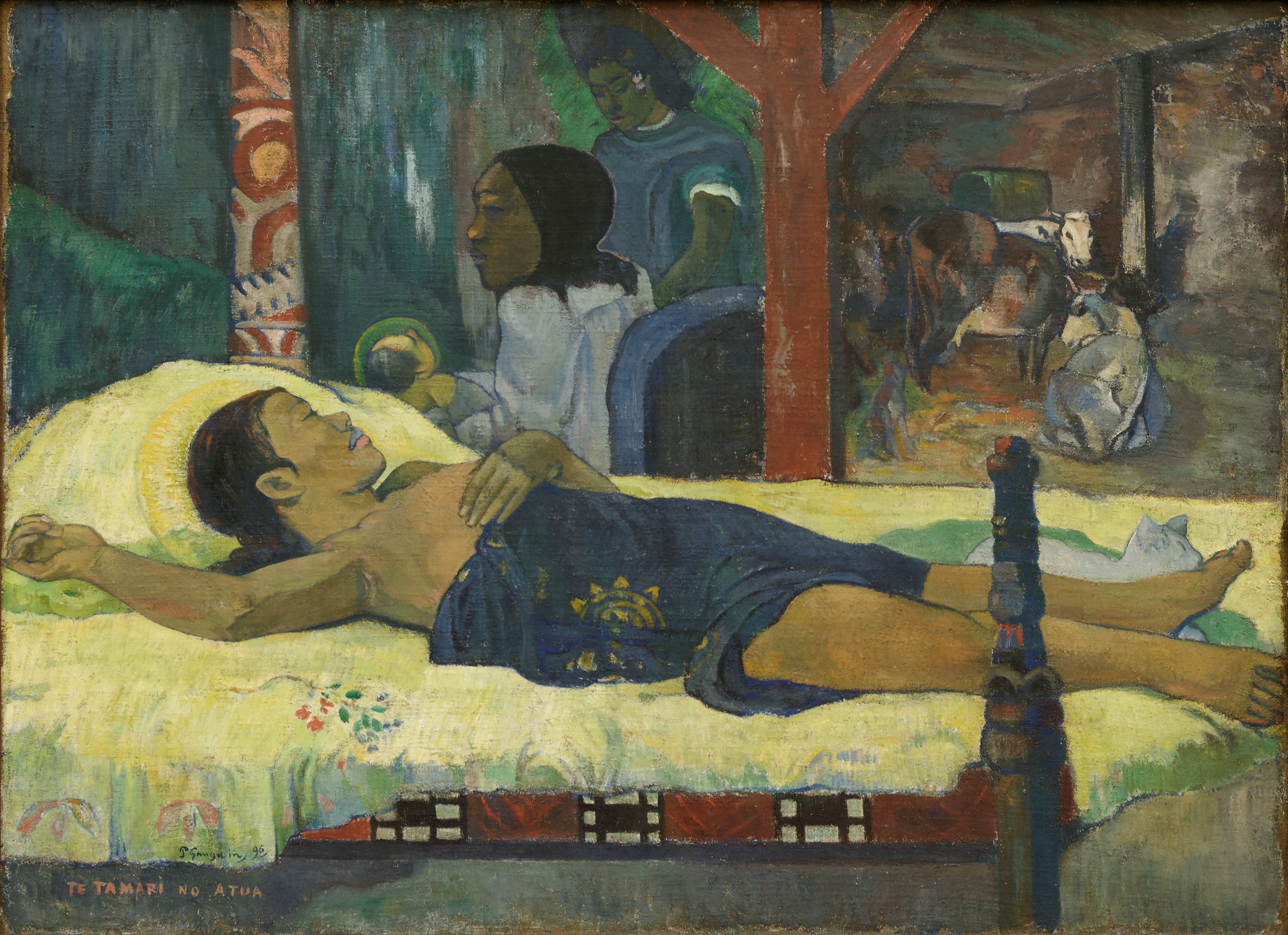
Paul Gauguin, Te Tamari no atua (1896).

### Symbolisme, Jugendstil et art du début du XXe
Le musée possède des chefs-d'œuvre de ces courants, comme le Portrait de Margaret Stonborough-Wittgenstein (1905) de Klimt et des tableaux de Giovanni Segantini, du pointilliste français Paul Signac (S. Maria della Salute, 1905), du symboliste Maurice Denis, de Toulouse-Lautrec (Le Jeune Routy au château de Céleyran, 1882), James Ensor (Nature morte à l'atelier, 1889), Ferdinand Hodler, Franz von Stuck, Vuillard (Scène de café, 1903), Edvard Munch (Femme en rouge, 1902), Bonnard (Dame devant un miroir, 1905) ou encore Egon Schiele (L'Agonie, 1912).

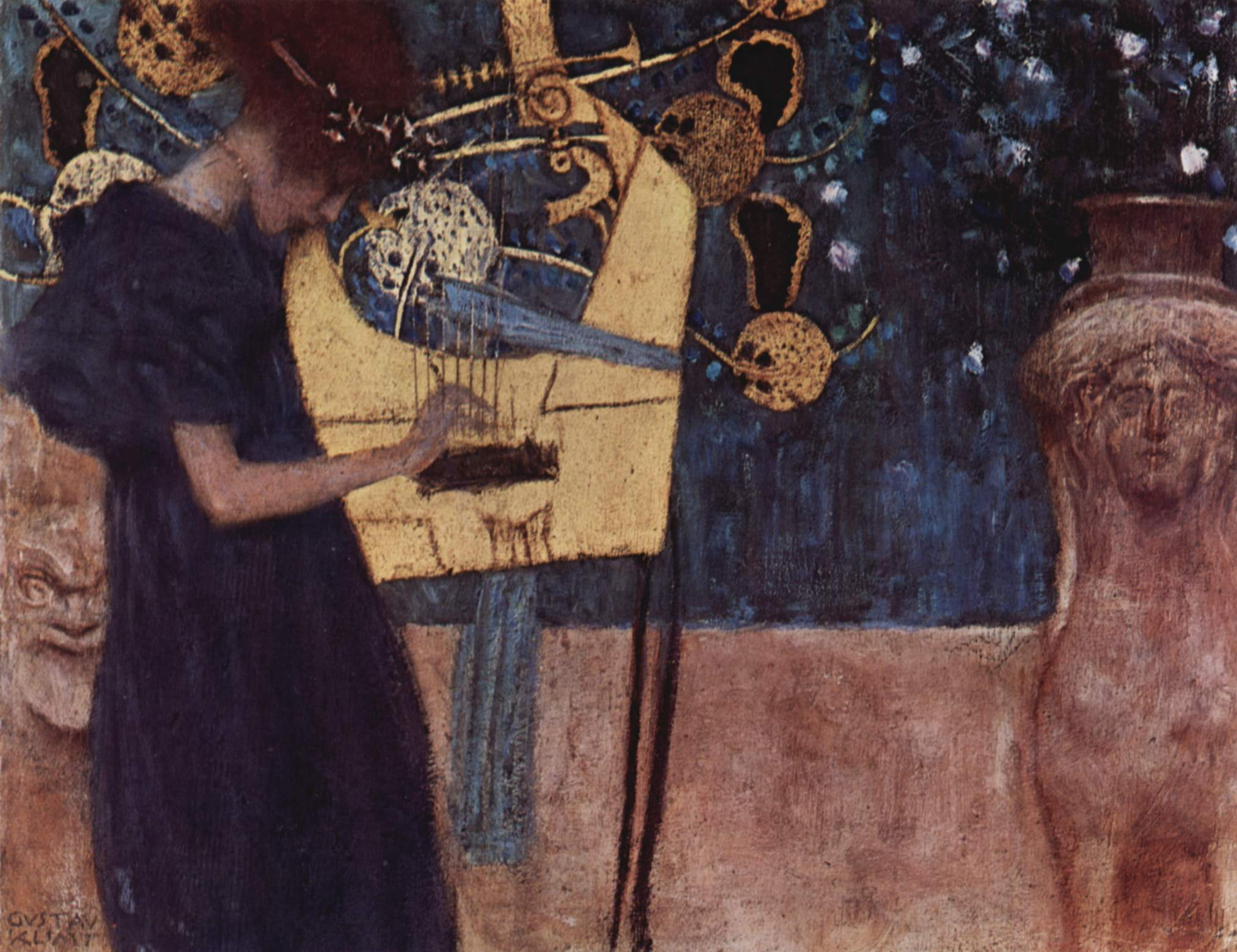
Gustav Klimt, La Musique, (1895).
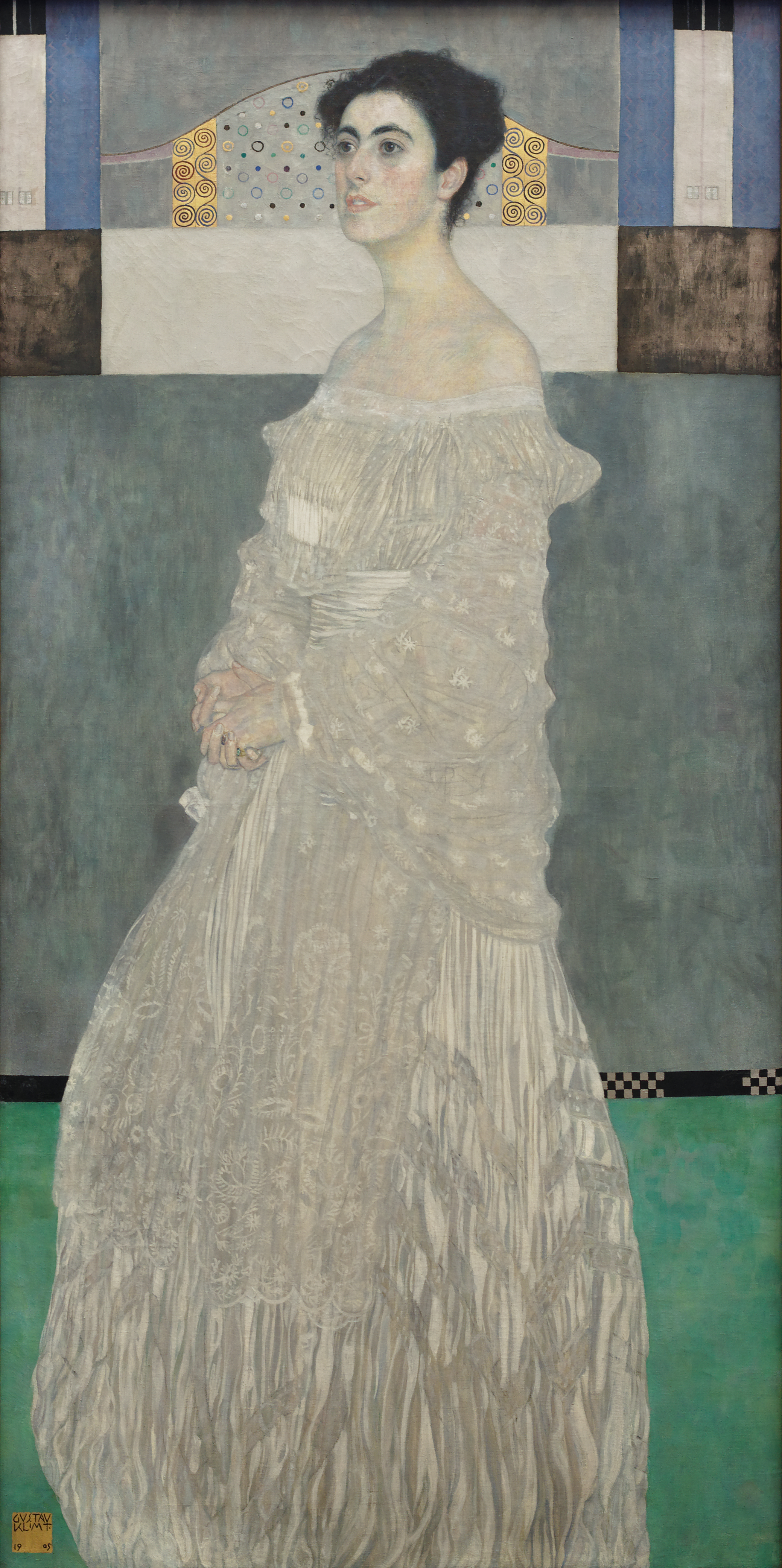
Gustav Klimt, Margarethe Stonborough, née Wittgenstein (1905).
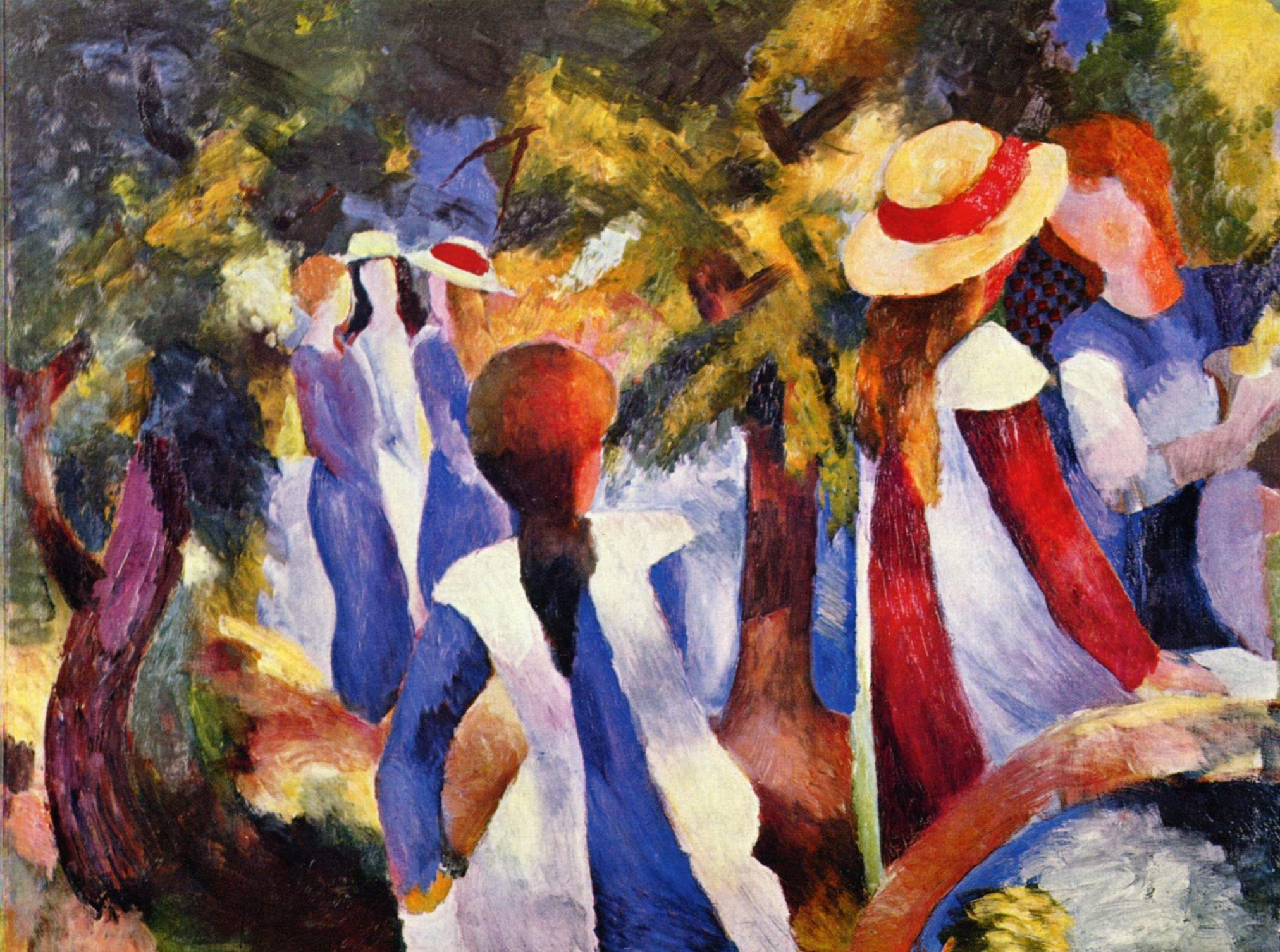
August Macke, Jeunes Filles dans la nature (1914).